# 阪急3000系電車

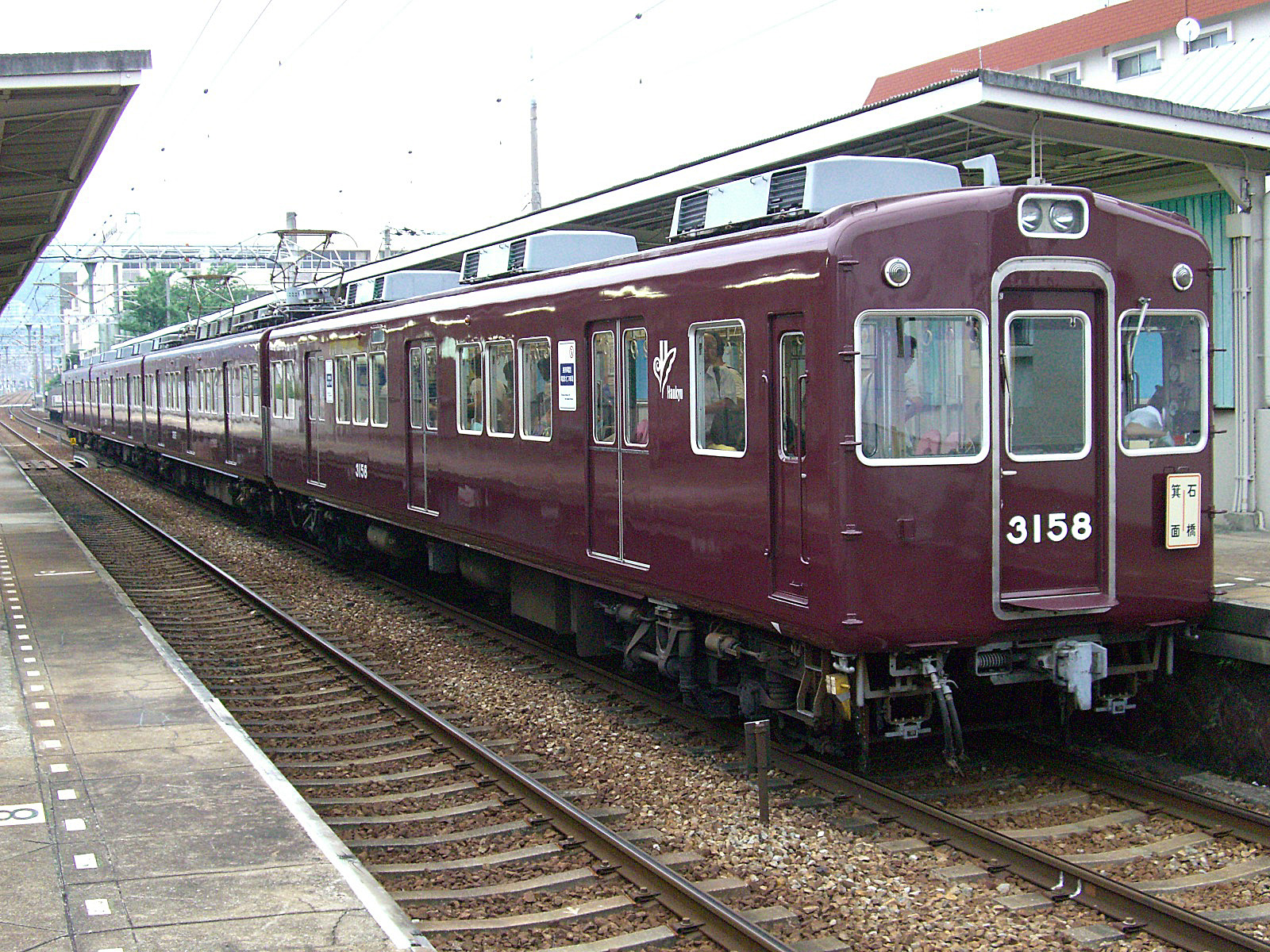
箕面線の3100系3158F（2007年）

阪急3000系電車（はんきゅう3000けいでんしゃ）は、1964年（昭和39年）に登場した阪急電鉄の電車（通勤形車両）である。神戸線・宝塚線（神宝線）の昇圧に伴う切換即応車であり、昇圧非対象車の代替と輸送力増強への対応も兼ねて増備された。
神戸線用の3000系と宝塚線用の3100系が投入されたが、両系列は車両性能が異なる以外は同一の設計となっている。本記事では3000系・3100系の両形式を総括して記述する。
本記事では解説の便宜上、梅田方先頭車+F（Formation＝編成の略）を編成名として記述（例：3050以下8両編成＝3050F、3160以下4両編成＝3160F）する。中間に組み込まれる先頭車は基本的に考慮しない。

## 登場の背景
阪急の神宝線では従来の架線電圧は600Vであったが、神戸高速鉄道の建設と直通運転の計画の具体化、高度経済成長による輸送量の急激な増加を機に、1500Vへの昇圧が決定した。当初は自動制御機能と回生ブレーキを備えた2000系・2100系を複電圧車に設計変更した2021系が製造されたが、機器の構造が複雑であるという欠点があった。
1967年の神戸線、1969年の宝塚線昇圧を控え、より簡素化を図った昇圧即応車として一般的な電動カム軸制御・発電ブレーキ車として設計されたのが3000系・3100系である。3100系は3000系の宝塚線版であり、2000系に対する2100系と同じ思想である。なお、神宝線の昇圧即応車として設計されたため、本形式では京都線仕様にあたる車両は存在せず（京都線は2300系を継続増備）、3300系は5000系、5300系は5100系の京都線仕様に相当する。
神戸線・宝塚線の昇圧のほか、昇圧対象外となった小型車の廃車代替と輸送力増強用の新造にも対応することになり、1964年（昭和39年）から1969年（昭和44年）の間に3000系の114両、3100系の40両が製造された。

## 車体・接客設備

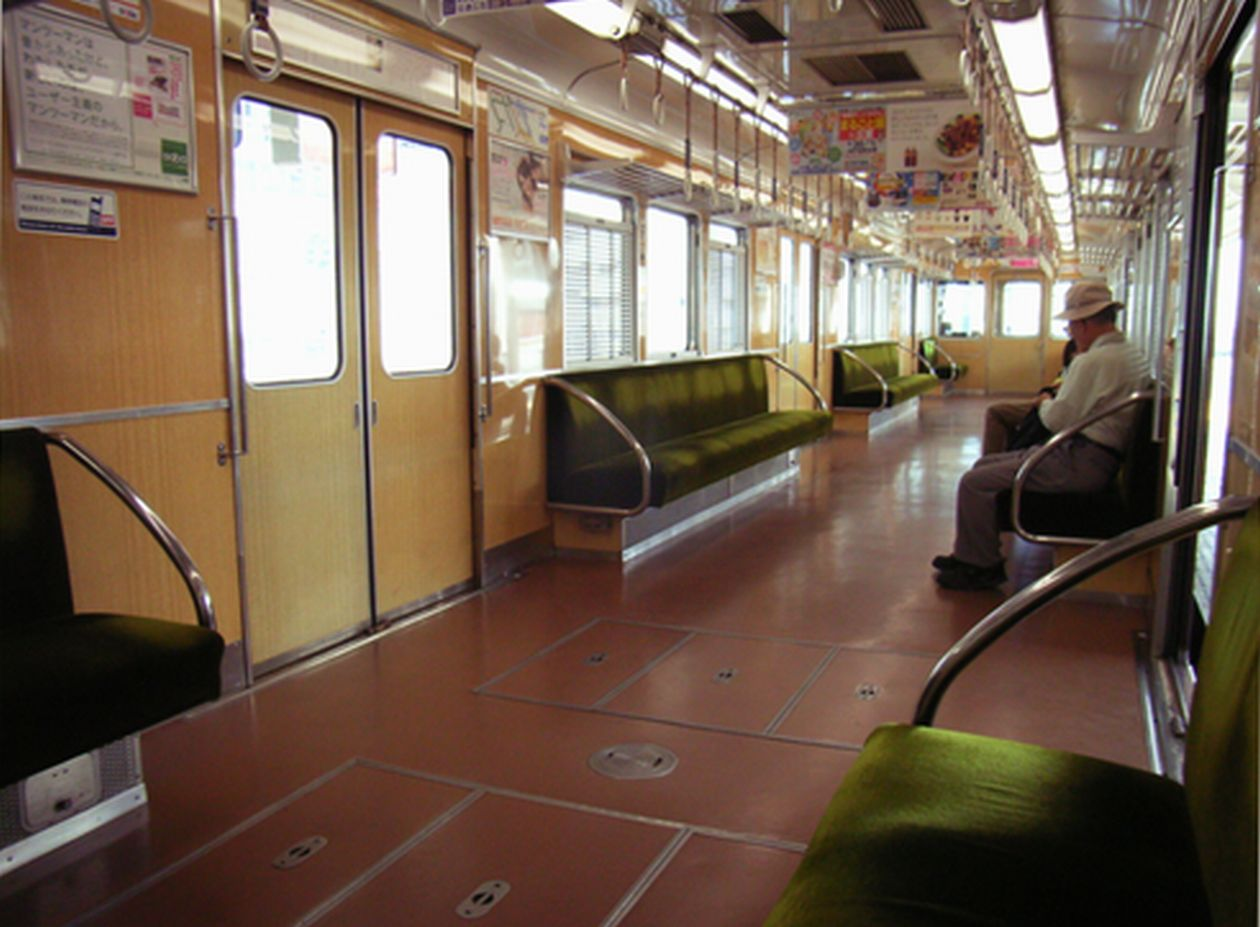
車内

車体は2000系・2100系を基本としているが、連結部の貫通路は従来の広幅から狭幅に変更され、ドアチェック付きの引き戸が設置された。920系以来の広幅貫通路は取りやめ、以後は全車でこの狭幅貫通路が採用された。側下降窓は2021系と同様のフレームレス方式を採用し、側扉は両開き式、戸閉装置は1台で左右の側引戸を開閉するTRKA形を採用している。
1965年度の増備車からは、収容力向上のため座席の長さが短く奥行きが狭いものに変更された。当時は梅田駅の改良工事前であり、長編成化が不可能なために行われた対策であった。

## 主要機器
3000系では、600Vでも高速性能を十分に発揮するため、主電動機は直流直巻補極補償線付きの東京芝浦電気製SE-534（定格出力170kW、定格電圧375V）を4台装備した。制御方式は抵抗制御、駆動方式はWN駆動、歯車比は5.31である。
3100系は主電動機が出力120kWのSE-535（定格回転数1520rpm）とされ、歯車比も2100系と同じ6.07で低速向けに設定されているが、それ以外は3000系と同一である。昇圧切換時の運用を弾力的に行う観点から、神戸線の普通運用が可能なよう発電ブレーキ時の許容端子電圧を3000系より高く設計する配慮がなされたが、実際に神戸線で定期運用された実績はない（3100系登場時の神戸本線普通列車の最高速度は105km/h）。
昇圧切り換えを簡便かつ確実に行うため、回路構成は簡素化が図られた。600 V ではM車単独での通常運転が可能であるが、1500 V では一方を高圧車・もう一方を低圧車として直列に接続して制御する「おしどり方式」の2両ユニットとなる。
「おしどり方式」による複電圧方式は神戸線の700系（後の800系）が京都線へ直通運転する際に用いられた実績があるが、3000系・3100系は異電圧区間直通の必要がないため、切換スイッチは床下に設けられた。電圧切替はナイフスイッチの操作のみで可能であった。
ブレーキ装置は発電ブレーキ併用の電磁直通ブレーキ（HSC-D）が採用された。空気圧縮機はD-3-NHA形をTc車・T車に各1台搭載した。電動発電機 (MG) はCLG-333形をTc車に2台装備し、1台が故障した際でも、もう1台がバックアップ可能な機器構成とした。
台車はミンデンドイツ式金属ばね台車で、電動台車がFS-345、付随台車がFS-45である。制輪子は製造途中よりレジンシューが本格的に採用された。

## 形式
2021系までの神宝線車両の形式は、運転台の有無に関係なく、電動車と電動車の番号に50を足した付随車による区分のみであったが、3000系・3100系からは運転台の有無でも区分され、制御電動車（Mc）の3000形を基準に制御車（Tc）は3050形、中間車は先頭車の番号に500を足して電動車（M）を3500形、付随車（T）を3550形とする付与体系となった。3100系はこれに100を加えている。
当初は2500系・2600系の番号が検討されたが、大量増備で車両番号が溢れることが予想されたため、中間車を500番台で区分して3000系・3100系となった経緯がある。京都線用特急車の2800系の形式は、神戸線用の2500系に300を足すと想定して先行したものである。
編成の構成は2000系・2100系と同様、大阪方先頭車が付随車である。車両を増結する際のパンタグラフ接近の問題は生じなかったが、池田車庫の検修設備の問題に直面した。立地の都合から検査場を大阪方面に延伸できず、付随車は対応できても電動車は不具合との理由から、3000系の宝塚線運用も考慮して3000系・3100系とも配置復帰は見送られた。この問題は1971年の平井車庫への移転により解消しており、神戸線用の5000系から再び大阪方が電動車となった。
3000系・3100系は編成単位での連結はできないが、車両単位での連結は可能である。

### 3000系
装備品は現在の状態を記す。
2017年9月に形式呼称が変更され、右が変更後の形式である。
- 3000形 (M'c) /Mc3000形（運転台撤去車はM3000形）

三宮・宝塚方の先頭に連結される制御電動車。電動発電機 (MG) を搭載する。運転台が撤去されて中間車となった車両もある。3000 - 3033の34両が製造された。
- 3500形 (M) /M3500形

中間電動車。パンタグラフを2基装備する。3500 - 3533の34両が製造された。
- 3050形 (Tc) /Tc3050形（運転台撤去車はT3050形）

梅田・西宮北口方の先頭に連結される制御車。空気圧縮機 (CP) を搭載する。運転台が撤去されて中間車となった車両もある。3050 - 3083の34両が製造された。
- 3550形 (T) /T3550形

付随車。3550 - 3561の12両が製造された。

### 3100系
形式は以下のとおり。
3650形のみ、2017年9月以降も残存していたため、同車のみ新形式呼称が適用された。右が変更後の形式である。
- 3100形 (M'c)

宝塚方の先頭に連結される制御電動車。MGを搭載する。3100 - 3111の12両が製造された。
- 3600形 (M)

電動車。パンタグラフを2基装備する。3600 - 3611の12両が製造された。
- 3150形 (Tc)

梅田方の先頭に連結される制御車。CPを搭載する。3150 - 3161の12両が製造された。
- 3650形/T3650形 (T)

付随車。3650 - 3653の4両が製造された。
モーターを搭載しないTcおよびTは3000系と同性能であるため、3550形が3650形の代用として組み込まれた編成もあった。

## 製造
当初の編成は4両+2両の6両編成で登場した。
| ← 大阪神戸・宝塚 → | ← 大阪神戸・宝塚 → | ← 大阪神戸・宝塚 → | ← 大阪神戸・宝塚 → | ← 大阪神戸・宝塚 → | ← 大阪神戸・宝塚 → | 竣工       |
| Tc                 | M                  | T                  | Mc                 | Tc                 | Mc                 |            |
| 3050               | 3500               | 3550               | 3000               | 3051               | 3001               | 1964年12月 |
| 3052               | 3501               | 3551               | 3002               | 3053               | 3003               | 1964年12月 |
| Tc                 | M                  | T                  | Mc                 | Tc                 | Mc                 |            |
| 3150               | 3600               | 3650               | 3100               | 3151               | 3101               | 1964年12月 |
| 3152               | 3601               | 3651               | 3102               | 3153               | 3103               | 1964年12月 |

1965年の3054F・3154F以降の編成は、収容力向上のため座席定員が減少している。
| ← 大阪神戸・宝塚 → | ← 大阪神戸・宝塚 → | ← 大阪神戸・宝塚 → | ← 大阪神戸・宝塚 → | ← 大阪神戸・宝塚 → | ← 大阪神戸・宝塚 → | ← 大阪神戸・宝塚 → | 竣工       |
| Tc                 | M                  | T                  | Mc                 | Tc                 | Mc                 |                    |            |
| 3054               | 3502               | 3552               | 3004               | 3055               | 3005               |                    | 1965年9月  |
| 3056               | 3503               | 3553               | 3006               | 3057               | 3007               |                    | 1965年9月  |
| 3058               | 3504               | 3554               | 3008               | 3059               | 3009               |                    | 1965年12月 |
| 3060               | 3505               | 3555               | 3010               | 3061               | 3011               |                    | 1966年2月  |
| 3062               | 3506               | 3556               | 3012               | 3063               | 3013               |                    | 1966年3月  |
| Tc                 | M                  | T                  | Mc                 | Tc                 | M                  | Mc                 |            |
| 3154               | 3602               | 3652               | 3104               | 3155               | 3603               | 3105               | 1965年12月 |
| 3156               | 3604               | 3653               | 3106               | 3157               | 3605               | 3107               | 1965年12月 |

1966年以降の新造車は、3両+3両の6両編成となった。
| ← 大阪神戸・宝塚 → | ← 大阪神戸・宝塚 → | ← 大阪神戸・宝塚 → | ← 大阪神戸・宝塚 → | ← 大阪神戸・宝塚 → | ← 大阪神戸・宝塚 → | 竣工       |
| Tc                 | M                  | Mc                 | Tc                 | M                  | Mc                 |            |
| 3064               | 3507               | 3014               | 3065               | 3508               | 3015               | 1966年7月  |
| 3066               | 3509               | 3016               | 3067               | 3510               | 3017               | 1966年7月  |
| 3068               | 3511               | 3018               | 3069               | 3512               | 3019               | 1966年8月  |
| 3070               | 3513               | 3020               | 3071               | 3514               | 3021               | 1966年12月 |
| 3072               | 3515               | 3022               | 3073               | 3516               | 3023               | 1966年12月 |
| M                  |                    |                    |                    |                    |                    |            |
| 3517               |                    |                    |                    |                    |                    | 1966年11月 |
| 3518               |                    |                    |                    |                    |                    | 1966年11月 |
| Tc                 | M                  | Mc                 | Tc                 | M                  | Mc                 |            |
| 3158               | 3606               | 3108               | 3159               | 3607               | 3109               | 1966年11月 |
| 3160               | 3608               | 3110               | 3161               | 3609               | 3111               | 1966年11月 |
| M                  |                    |                    |                    |                    |                    |            |
| 3610               |                    |                    |                    |                    |                    | 1966年11月 |
| 3611               |                    |                    |                    |                    |                    | 1967年8月  |

単独M車も製造され、電動車が奇数で製造された初期編成に組み込まれた。
| ← 大阪神戸・宝塚 → | ← 大阪神戸・宝塚 → | ← 大阪神戸・宝塚 → | ← 大阪神戸・宝塚 → | ← 大阪神戸・宝塚 → | ← 大阪神戸・宝塚 → | 竣工      |
| Tc                 | M                  | Mc                 | Tc                 | M                  | Mc                 |           |
| 3074               | 3519               | 3024               | 3075               | 3520               | 3025               | 1967年6月 |
| 3076               | 3521               | 3026               | 3077               | 3522               | 3027               | 1967年6月 |
| 3078               | 3523               | 3028               | 3079               | 3524               | 3029               | 1967年6月 |
| 3080               | 3525               | 3030               | 3081               | 3526               | 3031               | 1967年8月 |
| 3082               | 3527               | 3032               | 3083               | 3528               | 3033               | 1967年8月 |
| M                  |                    |                    |                    |                    |                    |           |
| 3529               |                    |                    |                    |                    |                    | 1967年8月 |
| 3530               |                    |                    |                    |                    |                    | 1967年8月 |
| 3531               |                    |                    |                    |                    |                    | 1967年8月 |
| 3532               |                    |                    |                    |                    |                    | 1967年8月 |
| 3533               |                    |                    |                    |                    |                    | 1967年8月 |
| T                  |                    |                    |                    |                    |                    |           |
| 3557               |                    |                    |                    |                    |                    | 1967年8月 |
| 3558               |                    |                    |                    |                    |                    | 1967年8月 |
| 3559               |                    |                    |                    |                    |                    | 1967年8月 |
| 3560               |                    |                    |                    |                    |                    | 1967年8月 |

1969年には、付随車が1両製造されている。
| ← 大阪 | 竣工      |
| T      |           |
| 3561   | 1969年4月 |

## 主な改造

### 冷房化改造

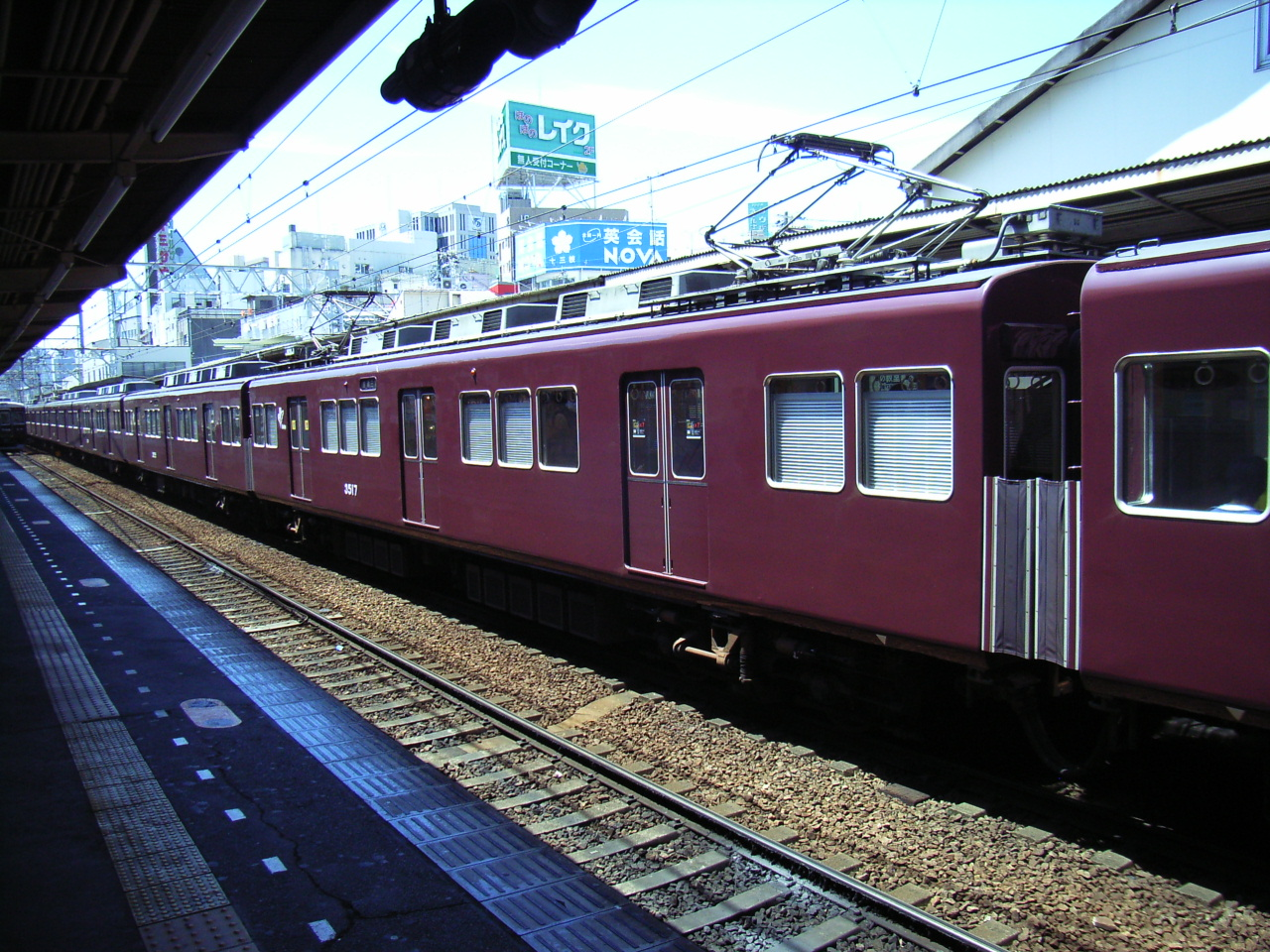
冷房化・パンタグラフ移設後の3500形

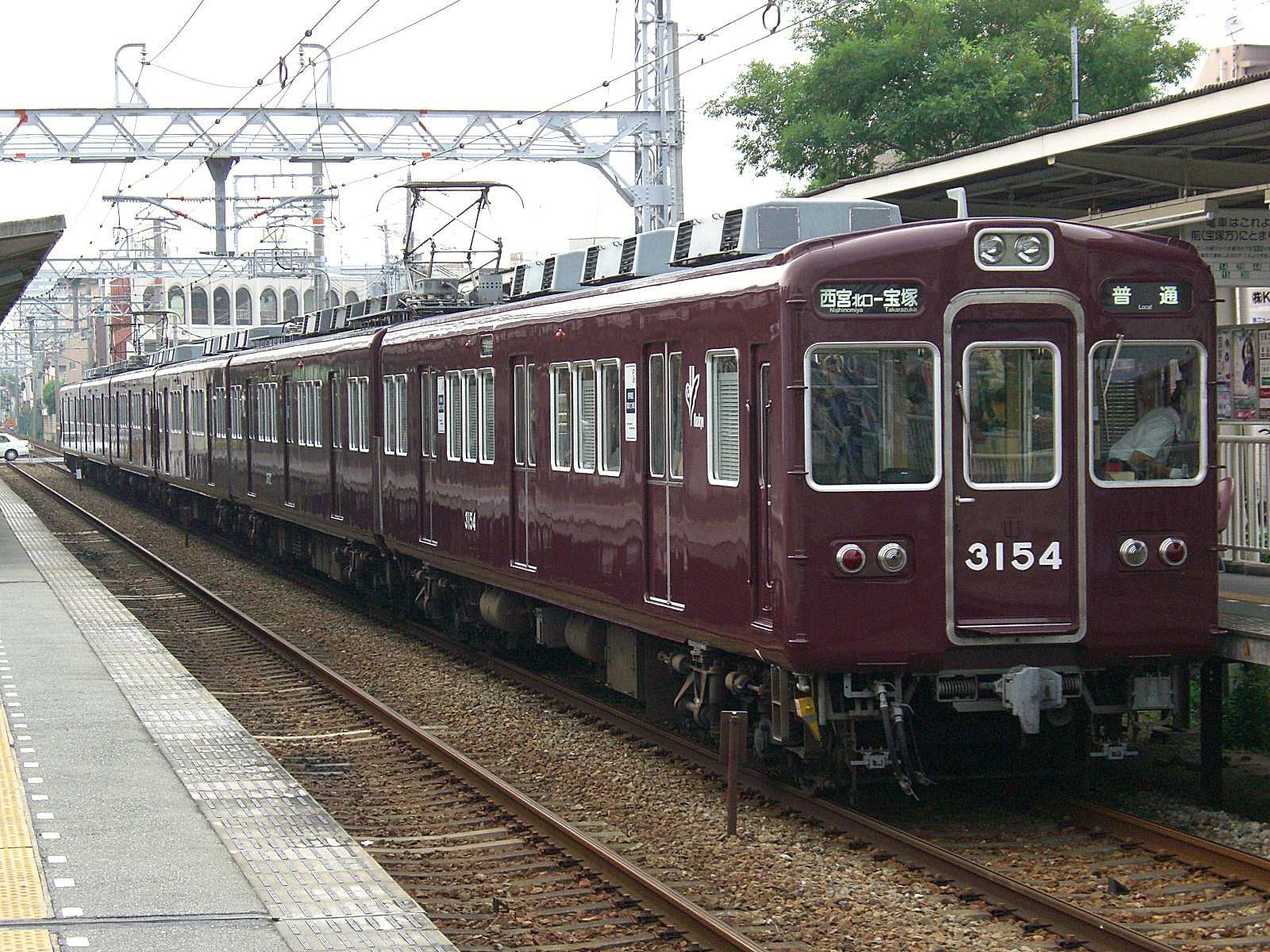
スイープファン設置車

1975年（昭和50年）より冷房化改造が開始された。神宝線の昇圧完了でおしどり方式の機能が不要になったことから、制御装置の1C8M化による簡素化と保守の合理化と併せて冷房化を実施することとなった。
冷房装置は集約分散式を採用し、同時期に新造された2200系・6300系とともに10,500kcal/hの東芝RPU-3003形冷房装置を3基搭載した。
電装機器は1C8M方式のM'Mユニットへの変更が行われ、3000形・3100形の制御装置を撤去し、3500形・3600形に主制御器（3000系はPE29A、3100系はPE29B）を搭載した。3050形・3150形の電動発電機は撤去され、3000形・3100形に大容量のCLG-350P形（出力120kVA）を搭載した。
3000形・3100形のパンタグラフは撤去されて3500形・3600形に移され、2基搭載となった。
当初の改造ではパンタグラフ部分のモニター屋根が残されたが、3500形では最初の改造編成を除いて撤去された。当時は山陽姫路までの乗り入れが検討されており、山陽電鉄線内のトンネルの関係でパンタグラフ折畳み高さを下げるためである（4,220mmから4,105mmに下げられた）。必要のない3600形ではモニター屋根が存置されたが、末期の冷房改造車では撤去された。姫路方面への乗り入れは実現しなかった。
後期改造車の3008からは、長編成化に伴って編成中間に組み込まれた先頭車の運転台撤去・中間車化改造も行われ、以下の車両で実施された。3100系では支線区の短編成運用を考慮し、運転台撤去は行われていない。
- Mc'→M - 3000、3002、3004、3006、3008、3010、3012
- Tc→T - 3051、3053、3055、3057、3061、3063

運転台機器や前照灯は撤去され、乗務員扉は撤去されて小窓が設置されたが、車内の仕切りは残され、車庫内の移動用の簡易運転台が設置されている。また、1970年頃より編成に組み込まれていた2000・2021系の付随車も同時に冷房化改造が実施されたが、2021形のうち電装解除車は、2171形への改番（元番号+150）が、元先頭車は、3000系の中間車化改造車と同様の改造（ただし、簡易運転台は未設置）を受けて中間車化改造された。
1982年以降の冷房化は、後述の表示幕設置と並行して行われた。当時新造中の7000系と同じく補助送風機としてスイープファンが設置され、冷房装置の位置が車体中央寄りに変更された。3000系は1984年施工の3054F、3100系は1985年の3154Fを最後に冷房化改造を終了した。3154Fは神宝線で最後に冷房改造が実施された車両でもある。

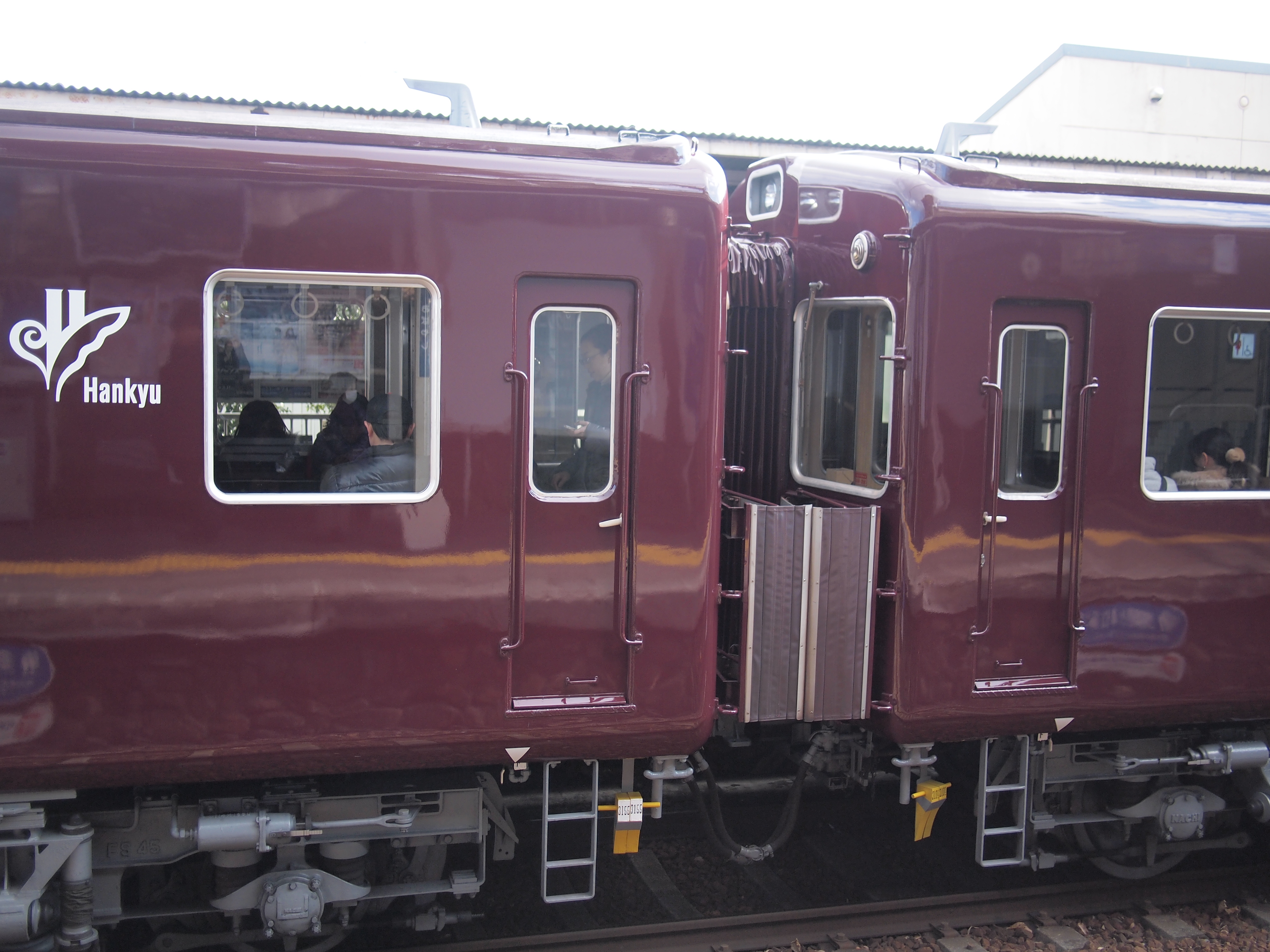
運転台残存の3100系中間部
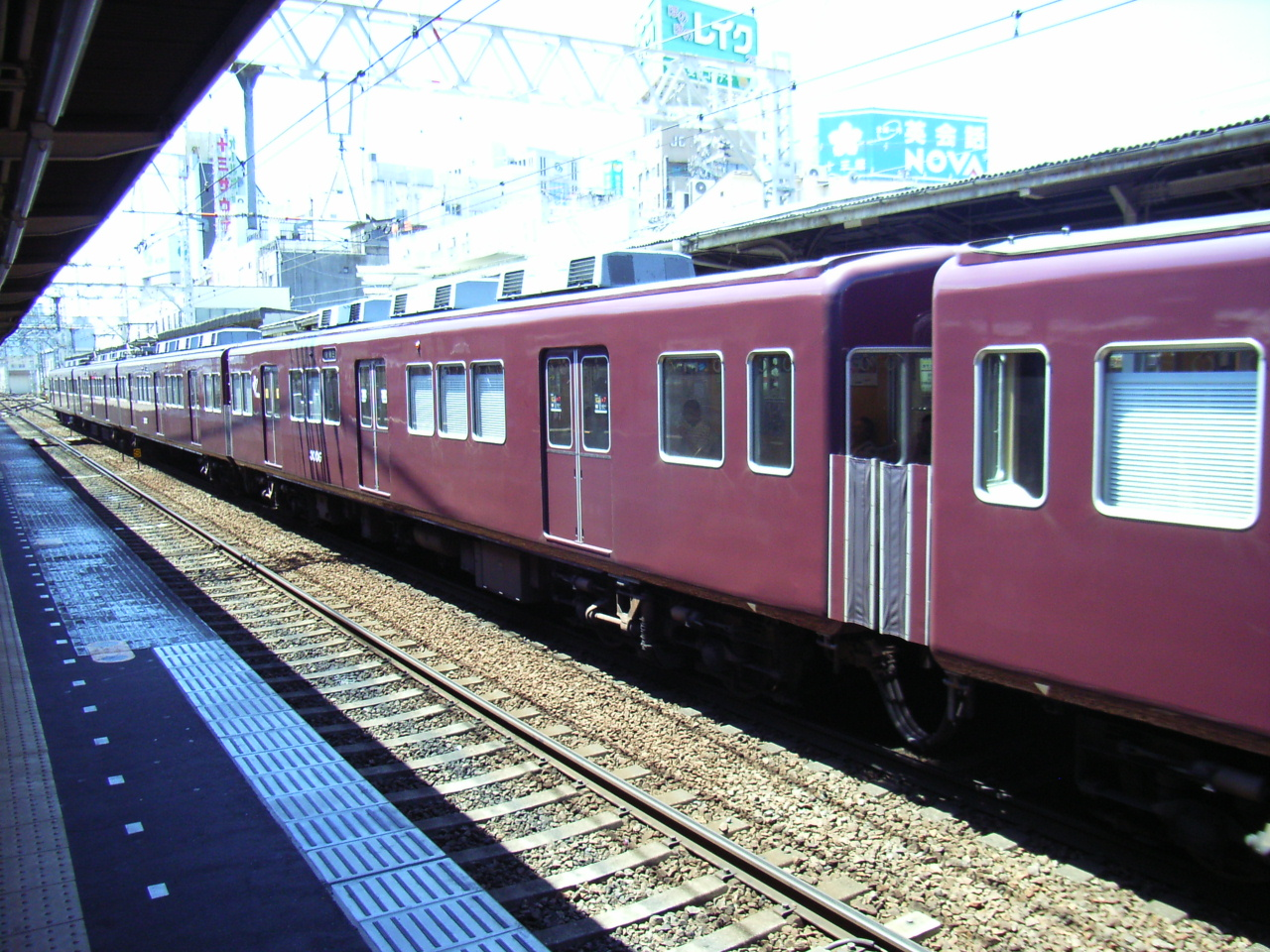
運転台撤去車
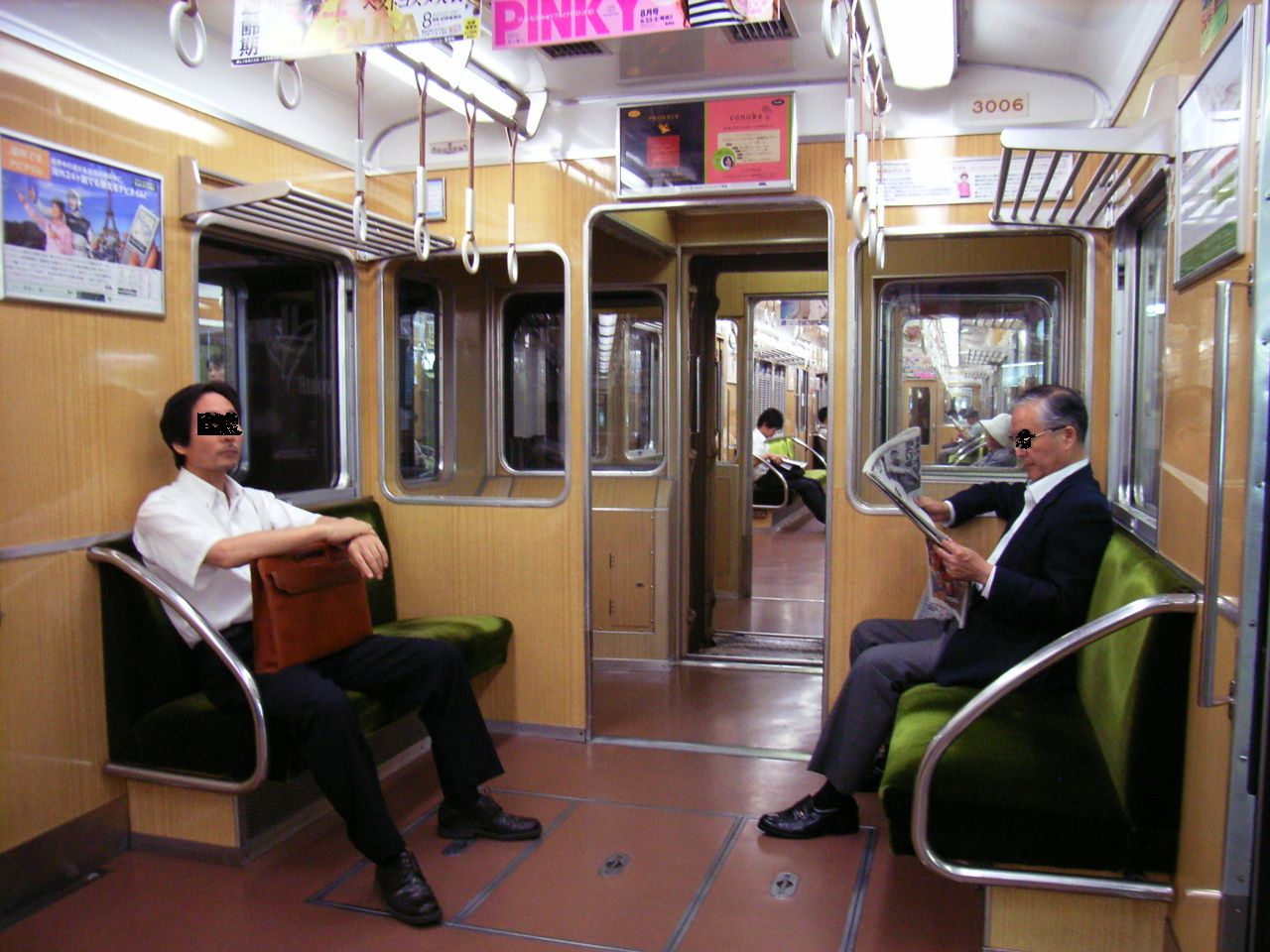
運転台撤去部の車内

### 表示幕設置

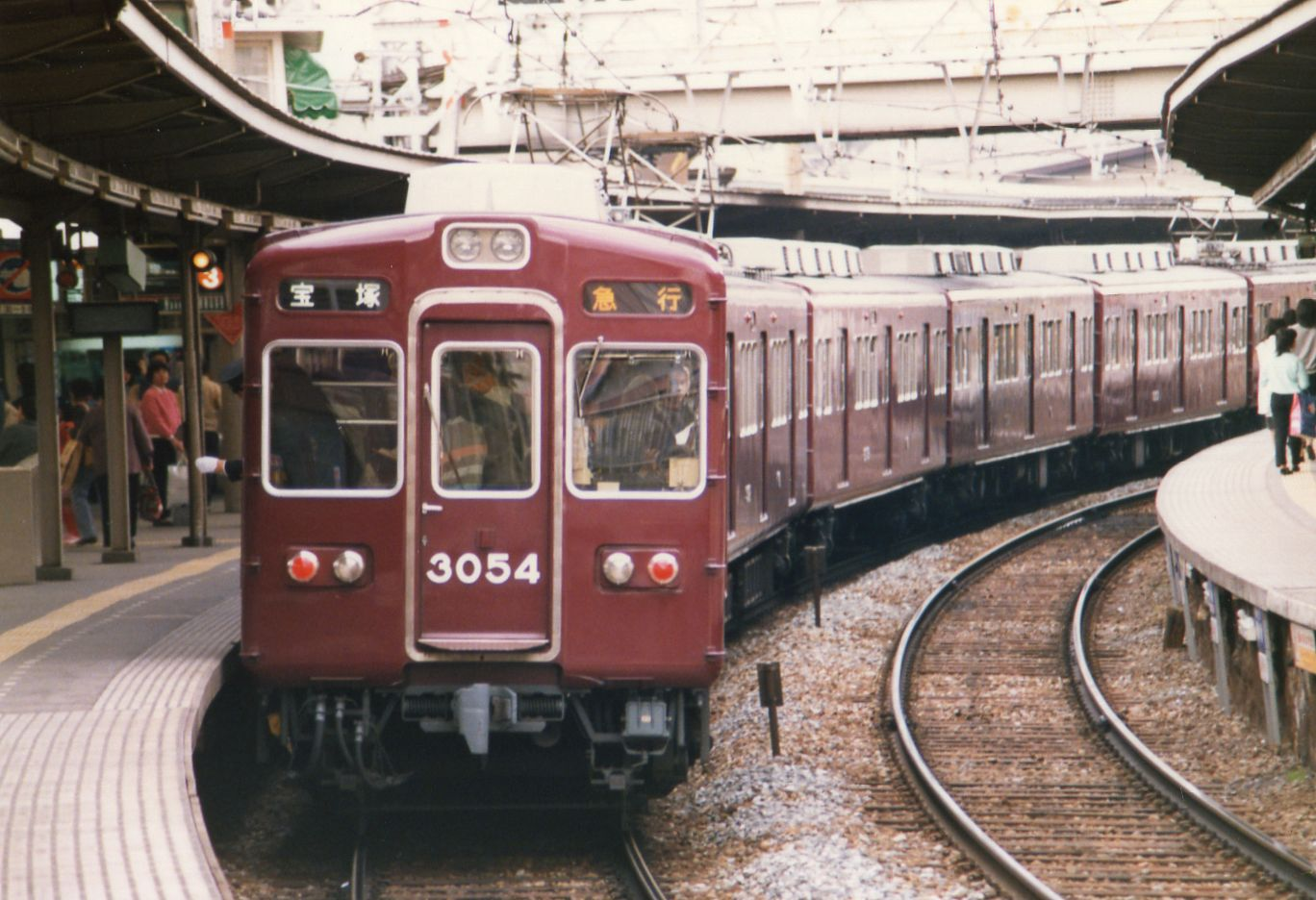
種別・行先表示幕設置当初（急行幕が黒地に黄色文字）

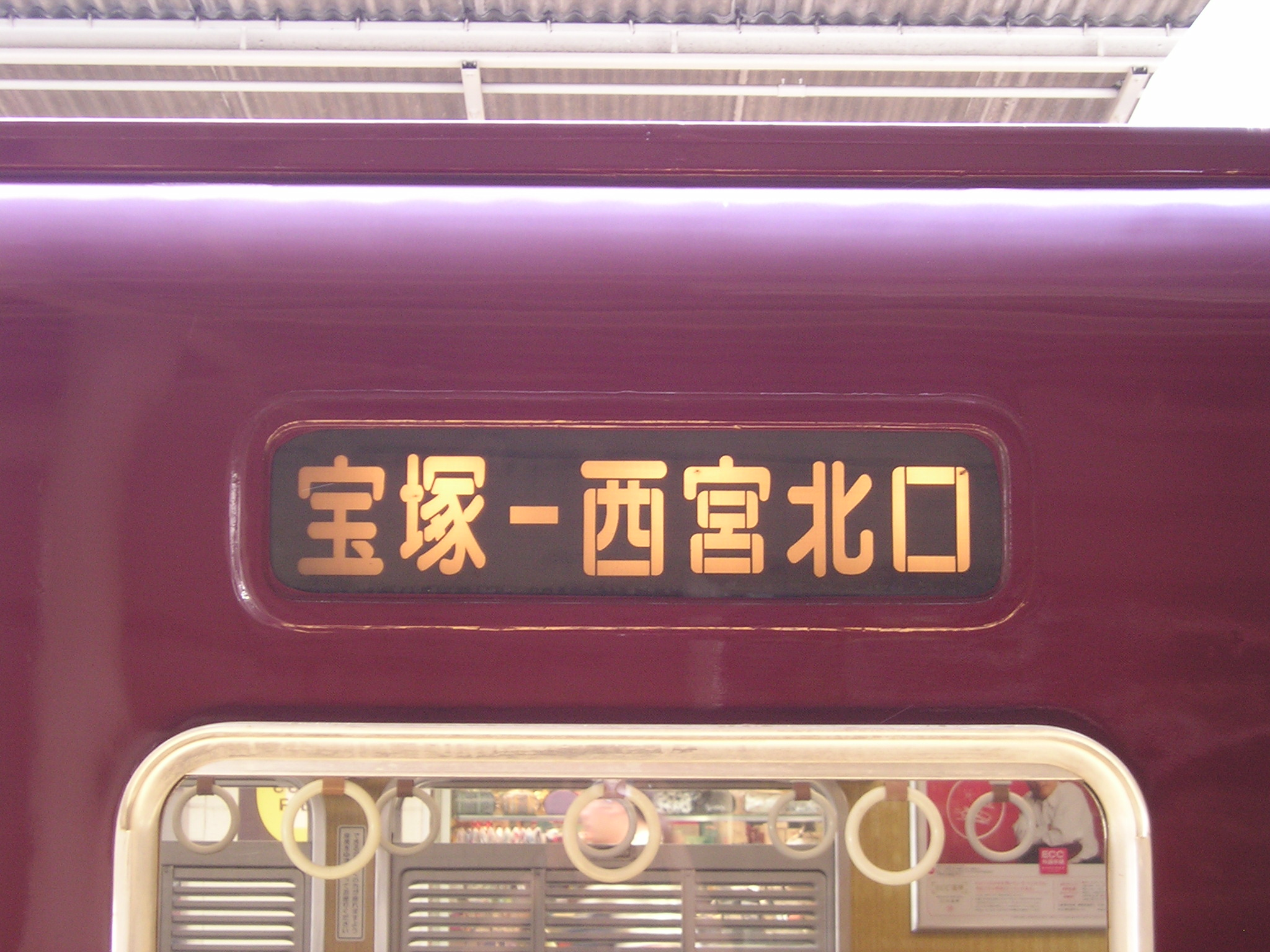
一部の方向幕未設置車は種別表示灯に行先を表示　2009.8.23　西宮北口にて

1981年より種別・行先表示幕（方向幕）が設置された。3100系3152Fが阪急最初の表示幕改造車となり、3000系では1982年（昭和57年）より実施された。
前面は5000系や3300系の改造車と同じく妻窓上部に行先・種別の表示器が設置され、標識灯は通過標識灯と尾灯が別々となり、窓下に移設された。側面幕は種別・行先一体型となり、従来の列車種別表示灯があった場所に設置された。なお、改造時点で中間に組み込まれていた先頭車の前面には設置されていない。
表示幕の「急行」は、当時の2200系・6300系以降で採用の白地に赤文字ではなく、黒地に黄色文字となった（後に黄色地に黒文字へ再変更）。
1985年度から1989年度にかけて、冷房化改造済みの非表示幕車のうち、3000系の5編成と3100系の1編成で表示幕を設置する工事が行われた。側面表示幕は一体型であるが、若干幅の狭い表示幕が中央の側引戸の右側に設置され、従来の種別表示灯の窓は埋められた。
一部の方向幕未設置車は種別表示灯に行先を表示していた。表示は固定となる。表示幕設置車を伊丹線用4両編成として編成組替の際に先頭車の正面が未設置(乗務員室に操作盤がない)の場合、側面表示幕は「普通　塚口-伊丹」の固定表示となっていた。

### スカート設置

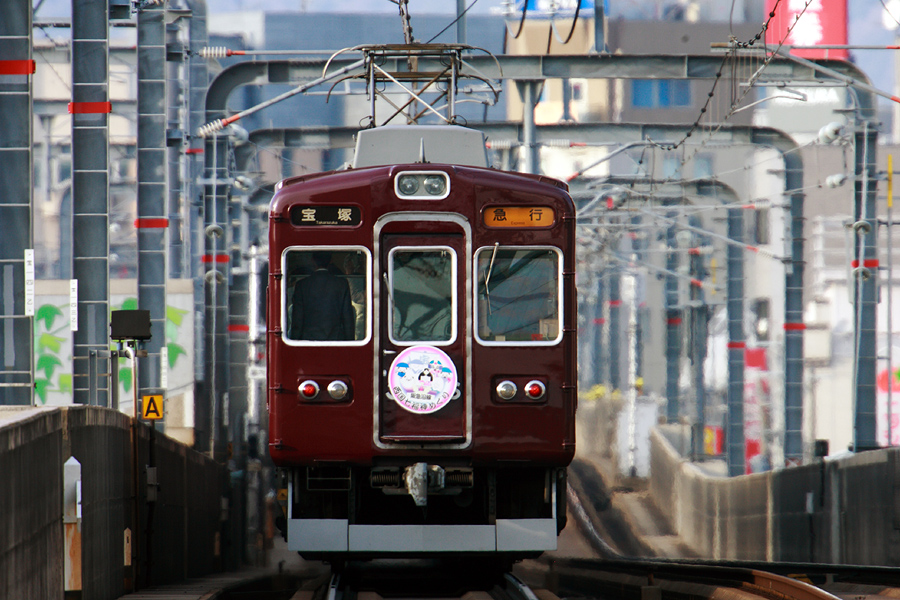
スカートを設置した宝塚線の3000系

1995年3月より、宝塚線所属の3000系にスカートが設置された。対象は8両編成4本の両端となる3007・3011・3013・3017・3052・3060・3062・3066の8両である。
速度の低い宝塚線での障害物巻き込み防止の効果を期待するもので、他線への転出や転入の度に着脱されている。このスカートは6000系などの他形式と異なり若干角ばった形状となっているが、2006年11月に今津（北）線から転入した3050Fには角部にRの付いた形状のものが設置された。

### その他の改造
2005年より、同年1月10日に発生した武庫之荘西踏切での自動車との衝突事故（当該車両：C#3005）を受けて、本線系統の車両にATS更新と非常ブレーキの電気指令化改造工事・スタフ切替器の交換が実施された。また、走行能力向上のために速度計のデジタル表示化、CPの位置変更も実施され、2008年3月までに全編成が施工完了された。3100系でも実施されている。
2014年3月ごろより、箕面線・伊丹線に所属する編成の前照灯が、従来のシールドビームからLEDに交換されている。ただし、箕面線の3060Fのみ後にシールドビームに戻された。

## 阪神・淡路大震災
1995年に発生した阪神・淡路大震災では、3100系3109が伊丹駅の崩落に巻き込まれて廃車になった。代車として3000系の3022に3109の主電動機を取り付け、運転台整備のうえで2代目3109に編入した。
3022の代替として、廃車予定であった2800系の2842が3000系用の電装機器を搭載して3072Fに暫定編入されたが、1995年5月から同年11月までの短期間で終了した。翌1996年2月に2071系の元電動車である2171が3000系の機器（2842から再転用）で再電装され2代目3022に改番され、3000系で唯一のM'車となった。
震災ではパンタグラフが破損した車両が発生し、今津線で使用する一部の3500形から三宮（宝塚）方の1基が撤去され、破損品の補充と予備部品の確保に充てられた。しばらくそのままであったが、2000年以降5000系のリニューアルに伴うパンタグラフ交換で発生した余剰品が搭載され、2007年までに今津線所属車を除いて2基搭載に戻された。
伊丹駅で被災廃車となった初代3109の貫通扉は、人と防災未来センター（神戸市中央区）の震災資料として収蔵されている。

## 転属・組成変更

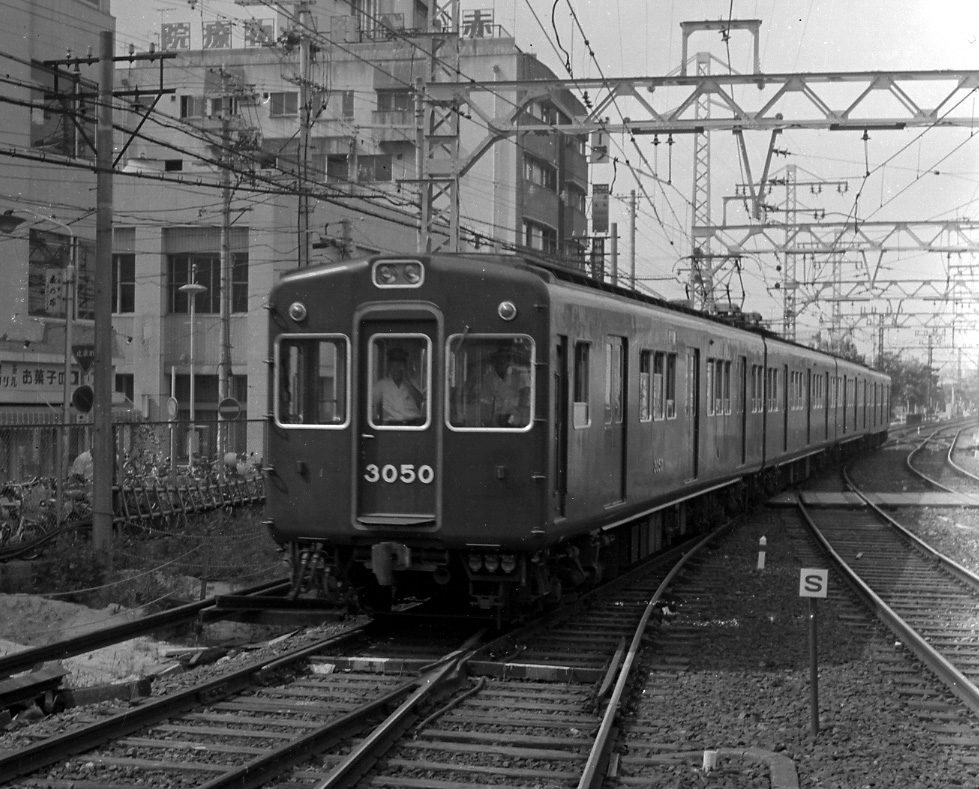
今津線西宮北口駅で入換中の非冷房時代の3050（1974年）

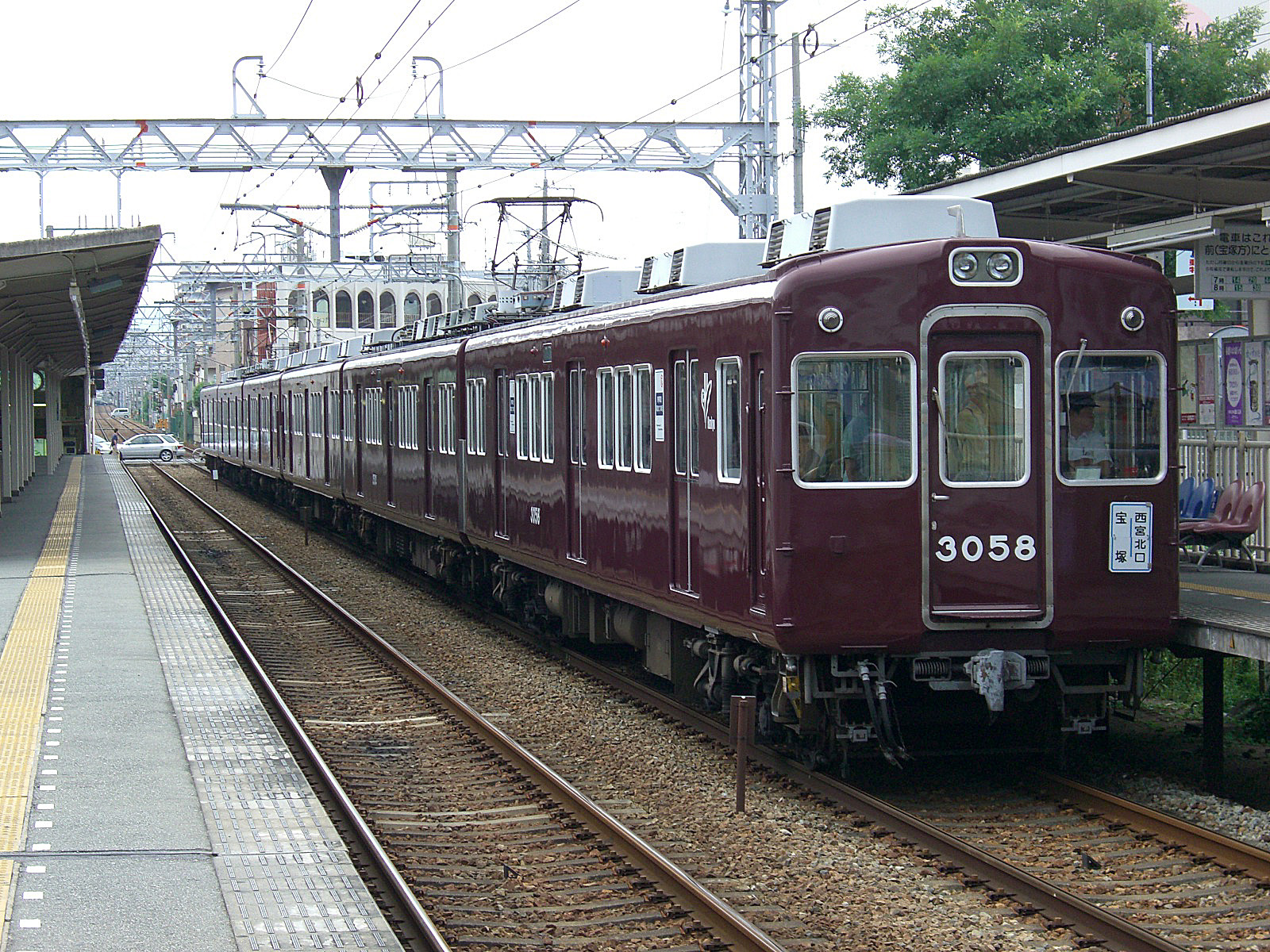
今津線の3000系3058F

### 製造当初
製造当初は神戸線の昇圧による改造開始まで暫くの期間があったため、当時の標準的な編成であったTc-M-T-Mc+Tc-Mcの4+2両の6両編成で登場した。1966年以降は神戸線の昇圧が近づいたこともあって、Tc-M-Mc+Tc-M-Mcの6両編成での製造に変更されるとともに、それ以前に製造された編成についても、3500形を新造して昇圧に備えた。
1966年に宝塚線、翌年に神戸線で開始の7両編成運転に際しては、6両編成の3000系・3100系に2000・2021系の付随車の編入も行われ、Tc-M-T-M'c+Tc-M-M'cの構成となった。1967年（昭和42年）には、最後まで単独M車が残っていた5本が3500形を組み込んで2両ユニットに変更されて昇圧準備が完了した。

### 昇圧と長編成化
1967年10月8日、神戸線の架線電圧は1500Vへ昇圧された。神戸線では翌1968年に1500V専用の5000系投入と1010系・1100系の1500V改造車の出場に伴い、宝塚線の昇圧に備えて3000系の一部が600Vに戻され、同線の昇圧実施に対応した。宝塚線の昇圧は1969年8月24日に実施され、阪急全線の架線電圧が統一された。
梅田駅の神戸線新ホーム完成とともに神戸線・宝塚線の長編成化が進められ、2000系・2021系・2100系の7両編成化に伴う付随車の余剰が発生した。余剰車は3000系の増結に使用され、1967年12月に2153・2155・2160が、翌1968年12月に2061・2063・2163・2080が3000系6両編成に1両ずつ組み込まれた。1969年4月には同年新造の3561が3074編成に組み込まれ、3000系は全編成が7両編成となった。
8両編成運転は神戸線で1968年12月より、宝塚線では1969年12月よりそれぞれ開始された。3000系は1969年から1980年までに8両編成化が行われ、2021系が編入された。3100系も冷房化と並行して1978年から1979年まで8両編成化が行われた。
2021系は電装解除で全車が付随車となり、3000系・3100系のほか5000系、2000系等の付随車として編入され、系列呼称も2071系に変更された。

### 支線転用の本格開始

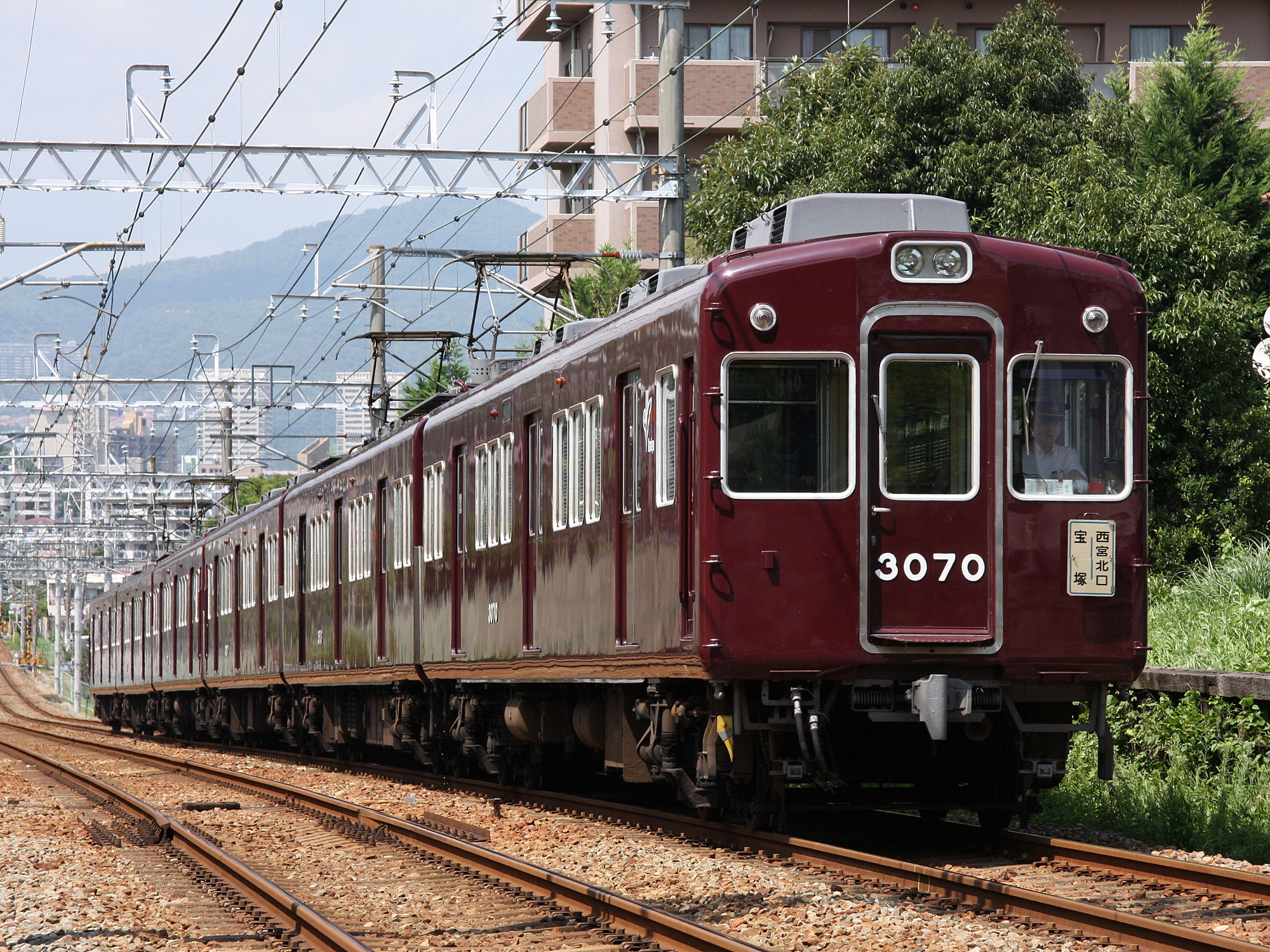
今津北線の3000系非表示幕車

1988年より3000系・3100系の支線転用が開始された。3100系の非表示幕車が8両編成から4両編成に分割され、箕面線と伊丹線に転属し、1010系・1100系の冷房車を置き換えた。1989年には3072Fの8両編成が6両編成となり、今津北線での運用を開始している。
今津北線用となっていた3070Fは1991年に3両編成2本に分割され、甲陽線・今津（南）線で運用されるようになった。3両編成はTc車の空気圧縮機が2台搭載され、3071形として区別されている。同様に宝塚線の3080Fが3両編成2本に分割、1992年には伊丹線の3100系3161ほか4両編成が3両編成となり、3161も3071形に編入されている。
1996年には、3100系3156Fの4両が能勢電鉄に譲渡された。
1998年8月、3100系8両編成の3150Fが4両編成2本に分割されて伊丹線に投入される際、中間の運転台整備状況の関係から3000系Tc車との交換が行われた。3100系の3151は今津線3076Fの中間のTc車3077と交換され、3077は3100系編成に組み込まれて3077-3611-2076-3100の組成となった。このため、3077Fは1編成中に3000系・3100系・2071系の3形式が組み込まれた極めて珍しい編成となった。
1999年には今津北線の3054Fが3551・2178を組み込んで8両編成化された。2000年には神戸線の3050Fが6両編成化され、今津北線へ転用された。編成から外された車両のうち、3550は3082Fに組み込まれ2077を置き換えた。2073は2077と共に2002年に廃車された。
2004年12月に神戸線の3064Fと宝塚線の3052Fが、翌2005年1月から2月にかけて神戸線の3074Fと宝塚線の3062Fがそれぞれ交換された。スカートも宝塚線に転属した編成に移設されている。これにより、スウィープファン（補助送風機）付きの編成が神戸本線に、スウィープファンなしの編成が宝塚本線に集結し、両線で3000系の仕様が統一された。
2006年10月、神戸線の3062Fは再び宝塚線に転属し、スカートを再設置した。続いて今津線の3050Fが宝塚線へ転属し、5000系5000Fのリニューアルの際に編成から外された2184・2085を増結した8両編成となった。2007年には3056Fが今津線へ転属し、神戸線での使用編成は4編成に減少した。
2010年から2014年にかけて、9000系・1000系の増備に伴い、神戸線所属車は今津北線または伊丹線、宝塚線所属車は箕面線または伊丹線へ転用され、本線で運用された表示幕装備車が非表示幕車を置き換えるという3000系・3100系同士の置き換えも行われた。

## 運用
神戸線・宝塚線の主力車両として、特急から普通までの種別に使用された。今津線においても昭和40年代後半から常に3000系4両編成2本が配置され、1977年（昭和52年）の同線の6両編成化まで使用された。1970年（昭和45年）の日本万国博覧会開催時には神戸線・宝塚線からの臨時列車として京都線、千里線へ入線した実績もある。
1988年の春より、3100系は箕面線・伊丹線への転用を皮切りに支線運用が開始され、3000系も1988年（昭和63年）秋に今津線に転用された3072Fより支線運用が開始された。2000系の廃車進行により、1991年（平成3年）からは3両編成で甲陽線・今津（南）線での運用を開始した。
1998年秋の甲陽線・今津（南）線のワンマン化に伴う6000系の導入に伴い、両線での運用は消滅した。同線で運行されていた5編成のうち、3070Fと3071Fは2編成併結の上、今津北線へ転用、3080Fと3081Fは4両編成化(2176・3557を組み込み）の上で伊丹線へ転属、3161Fは休車となった。
2006年10月28日の神戸線ダイヤ改正により日中の特急の最高速度が115 km/hへ引き上げられたため、日中は主に普通で使用されるようになった。
2011年公開の映画『阪急電車 片道15分の奇跡』では、今津線の3000系表示幕未設置車が撮影に使用され、2010年11月末より映画撮影用の臨時列車が運転された。2011年の上映に合わせてPRヘッドマークが掲出された。
2011年の東北地方太平洋沖地震（東日本大震災）の影響による節電対策の一環として、同年7月25日から9月22日までの平日ダイヤで神戸本線の一部普通列車が8両編成から6両編成に変更され、この運用に3000系の6両編成が充当された。
3100系の宝塚本線運用は1998年に終了し、3000系は神戸本線運用が2012年に、宝塚本線運用が2014年にそれぞれ終了した。
箕面線は2011年から2012年にかけて3100系から3000系に置き換わったが、3000系も2016年に運用を終了した。今津北線は2016年に3100系、2018年に3000系の運用を終了した。伊丹線は2016年に3100系の運用を終了し、2020年2月に全線で最後まで残っていた3000系が運用を終了した。

## 廃車

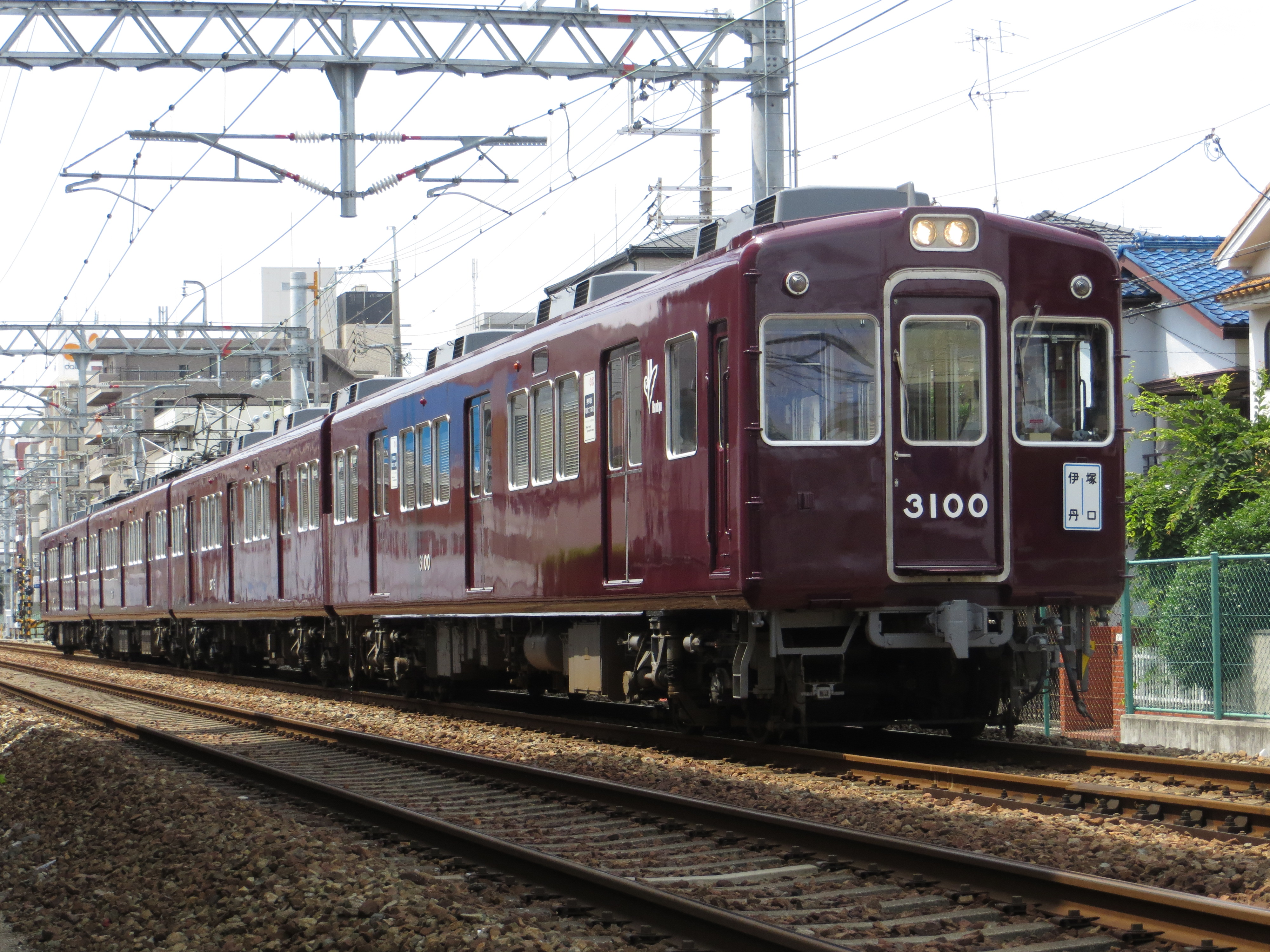
伊丹線3077Fの3100（2013年）

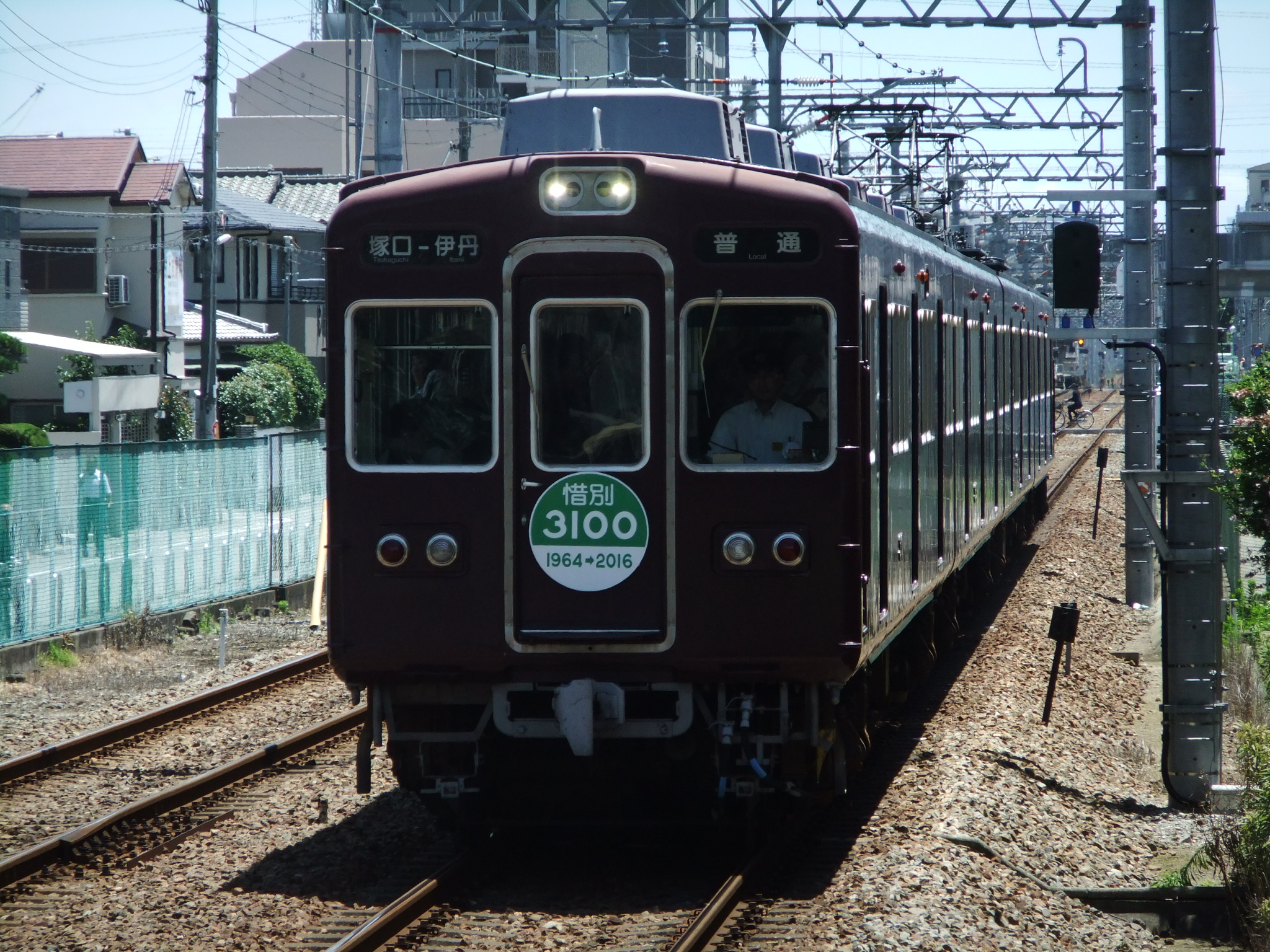
さよならヘッドマークを付けた3101（2016年7月）

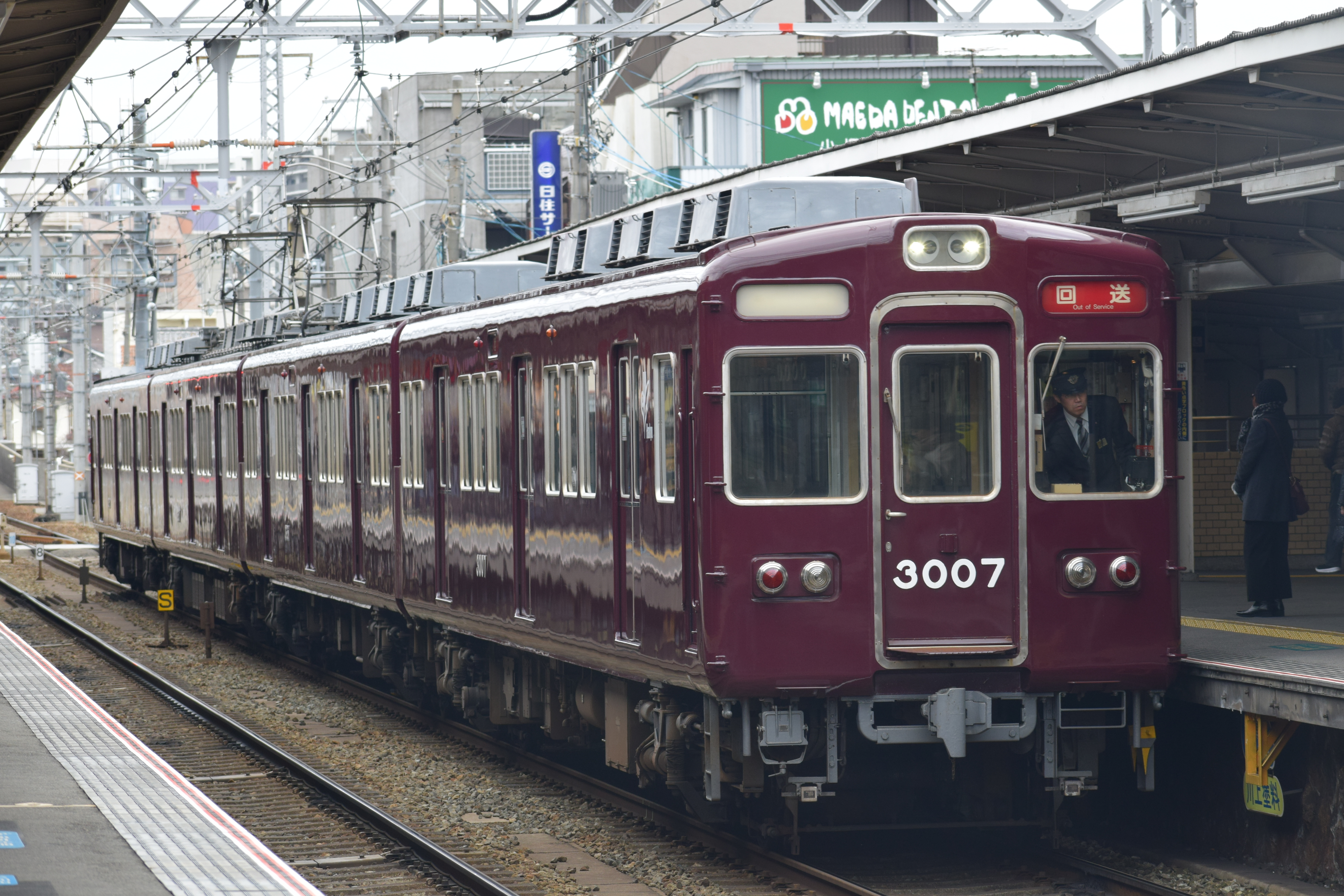
最後の3100系3651を組み込んだ3052F（2018年1月）

震災被災の3109を除いた廃車は、1996年12月の3100系3156Fの4両が最初となった。この編成は能勢電鉄へ譲渡され大幅な改造を受けて車両番号も変更された。この移籍により、阪急内の3000系や3100系がすべて廃車となった中、最後まで現役で運行される車両となった。
1998年の甲陽線・今津南線ワンマン化により、3161Fの3両（3161-3609-3111）は神戸線所属のまま平井車庫に疎開留置されていたが、2000年1月18日付けで廃車となった。
本格的な廃車は2007年より開始され、非表示幕車と短編成化により編成から外された中間車（2000系・2071系を含む）から優先して廃車が進められた。
9000系の増備に伴い、2007年には神戸本線の3056Fが今津線に転用された。2代目3022を組み込んだ3072Fは、3056Fより外された2055・2080とともに2008年3月25日付で廃車となった。その後も9000系による置き換えが進み、2011年2月に3078Fが6両に減車され、今津（北）線に転用された。2011年3月には3068Fが、翌4月には3070Fが2075・2184・2085・6600とともに廃車となった。
今津（北）線最後の行先表示幕未設置車で映画「阪急電車」のロケにも使用された3058Fは、2011年9月10日に運用を離脱し、23日に正雀工場に回送された。
2012年2月21日に3074Fが4両に減車され、箕面線に転用された。翌22日には3158Fが正雀工場に回送された。
2013年1月18日には、神戸本線最後の8両編成3054Fが4両に減車され、伊丹線に転用された。翌19日に3159Fが正雀工場に回送された。
2013年6月、3066Fが4両に減車の上で箕面線に転用され、3080Fが正雀工場に回送された。
2014年1月には今津（北）線の3050Fが伊丹線に転用され、翌2月には阪急最後の行先表示幕未設置車であった3077Fが正雀工場に回送された。これにより、日本の大手私鉄から行先方向板使用車両が消滅となり、全て幕式またはLED式に統一された。
2014年6月、1000系の増備に伴って行先表示幕設置車の廃車も開始された。宝塚本線最後の3064Fが廃車となり、8両編成の3000系も消滅したさらに、8月には今津（北）線の3076Fが正雀工場へ回送された。
2015年度は廃車はなかったものの、2016年以降、各支線に残る車両も、1000系の増備による本線からの5000系・5100系・6000系・7000系の転用により、置き換えが本格化した。同年6月に今津線の3154F、7月に今津線の3152Fと箕面線の3066F・3074F、8月には伊丹線の3150F、箕面線の3060Fが相次いで消滅した。3100系は3052Fに組み込みの3651号の1両を残すのみとなり、伊丹線の3100系3150Fには6月から7月にかけて引退記念ヘッドマークが掲出された。
2017年6月上旬、今津（北）線の3078Fが、10月5日には3082Fが正雀工場に回送された。
2018年1月24日、伊丹線の3050Fが、4月11日には今津（北）線最後の3056Fが、7月21日には伊丹線の3052Fが正雀工場に回送された。3052Fには3100系最後の3651号が組み込まれていたため、この廃車をもって3100系は形式消滅となった。
2019年1月31日の時点では、伊丹線用の3054F・3062Fの4両編成2本8両を残すのみとなったが、2019年3月には3062Fが正雀工場から廃車陸送された。
阪急最後の編成となっていた伊丹線用の3054Fは2020年2月下旬に運用を終了した。これにより3000系は全車両が運用終了となった。そして6月25日付けで廃車となり形式消滅した。
2020年10月14日に阪急電鉄から発売された3000系の惜別グッズには、引退記念ヘッドマークがあしらわれた。引退記念ヘッドマークを掲出した状態でのイベントも企画されていたが、COVID-19感染拡大の影響で中止となった。
廃車後は能勢電鉄に譲渡した3156Fも含めて全車両解体され、保存車は存在しないが、2014年に廃車になったトップナンバーの3000・3100の貫通扉が正雀工場内の阪急ミュージアムで保存されている。

## 編成表
中間組込先頭車は運転台のある側にcの文字を、運転台撤去車は撤去側にoの文字を付している。

### 1987年
1987年10月現在。全車8両編成、冷房化完了後。
| ← 梅田三宮・宝塚 → | ← 梅田三宮・宝塚 → | ← 梅田三宮・宝塚 → | ← 梅田三宮・宝塚 → | ← 梅田三宮・宝塚 → | ← 梅田三宮・宝塚 → | ← 梅田三宮・宝塚 → | ← 梅田三宮・宝塚 → | 所属   | 冷房化 | 行先表示幕設置 | 備考 |
| Tc                 | M                  | T                  | M'o                | To                 | M                  | T                  | M'c                |        |        |                |      |
| 3050               | 3500               | 3550               | 3000 o             | o 3051             | 3529               | 2073               | 3001               | 神戸線 | 1982年 | 冷房化時       |      |
| 3052               | 3501               | 3551               | 3002 o             | o 3057             | 3518               | 2179               | 3007               | 宝塚線 | 1982年 | 冷房化時       |      |
| 3056               | 3503               | 2080               | 3006 o             | o 3055             | 3517               | 2055               | 3005               | 神戸線 | 1983年 | 冷房化時       |      |
| 3060               | 3505               | 3555               | 3010 o             | o 3061             | 3532               | 2053               | 3011               | 宝塚線 | 1980年 | 1989年         |      |
| 3062               | 3506               | 3556               | 3012 o             | o 3063             | 3533               | 2175               | 3013               | 神戸線 | 1982年 | 冷房化時       |      |
| Tc                 | M                  | T                  | M'c                | Tc                 | M                  | T                  | M'c                |        |        |                |      |
| 3066               | 3509               | 3559               | 3016 c             | c 3067             | 3510               | 2093               | 3017               | 宝塚線 | 1976年 | 1988年         |      |
| 3068               | 3511               | 2187               | 3018 c             | c 3059             | 3531               | 2072               | 3009               | 宝塚線 | 1976年 | 未施工         |      |
| 3076               | 3521               | 3557               | 3026 c             | c 3077             | 3522               | 2076               | 3027               | 神戸線 | 1974年 | 1987年         |      |
| 3078               | 3523               | 3558               | 3028 c             | c 3079             | 3524               | 2075               | 3029               | 宝塚線 | 1982年 | 冷房化時       |      |
| Tc                 | M                  | T                  | M'c                | Tc                 | M                  | To                 | M'c                |        |        |                |      |
| 3074               | 3519               | 3561               | 3024 c             | c 3075             | 3520               | 2191 o             | 3025               | 神戸線 | 1975年 | 1985年         |      |
| 3082               | 3527               | 3560               | 3032 c             | c 3083             | 3528               | o 2077             | 3033               | 神戸線 | 1981年 | 冷房化時       |      |
| Tc                 | M                  | T                  | M'o                | Tc                 | M                  | T                  | M'c                |        |        |                |      |
| 3058               | 3504               | 3554               | 3008 o             | c 3069             | 3512               | 2177               | 3019               | 神戸線 | 1979年 | 未施工         |      |
| Tc                 | M                  | To                 | M'c                | Tc                 | M                  | T                  | M'c                |        |        |                |      |
| 3064               | 3507               | 2190 o             | 3014 c             | c 3065             | 3508               | 2059               | 3015               | 神戸線 | 1976年 | 1985年         |      |
| 3070               | 3513               | 2188 o             | 3020 c             | c 3071             | 3514               | 2063               | 3021               | 宝塚線 | 1977年 | 未施工         |      |
| 3072               | 3515               | 2189 o             | 3022 c             | c 3073             | 3516               | 2061               | 3023               | 神戸線 | 1977年 | 未施工         |      |
| Tc                 | M                  | To                 | M'o                | To                 | M                  | T                  | M'c                |        |        |                |      |
| 3054               | 3502               | o 2079             | 3004 o             | o 3053             | 3530               | 2088               | 3003               | 宝塚線 | 1984年 | 冷房化時       |      |
| Tc                 | M                  | To                 | M'c                | Tc                 | M                  | To                 | M'c                |        |        |                |      |
| 3080               | 3525               | o 2071             | 3030 c             | c 3081             | 3526               | o 2074             | 3031               | 神戸線 | 1976年 | 未施工         |      |
| Tc                 | M                  | T                  | M'c                | Tc                 | M                  | To                 | M'c                |        |        |                |      |
| 3150               | 3600               | 3650               | 3100 c             | c 3151             | 3611               | 2176 o             | 3101               | 宝塚線 | 1975年 | 1986年         |      |
| 3152               | 3601               | 3651               | 3102 c             | c 3153             | 3607               | 2178 o             | 3103               | 宝塚線 | 1981年 | 冷房化時       |      |
| 3156               | 3604               | 3653               | 3106 c             | c 3157             | 3605               | 2173 o             | 3107               | 宝塚線 | 1978年 | 未施工         |      |
| 3158               | 3606               | 3552               | 3108 c             | c 3159             | 3610               | o 2087             | 3109               | 宝塚線 | 1975年 | 未施工         |      |
| Tc                 | M                  | T                  | M'c                | Tc                 | M                  | T                  | M'c                |        |        |                |      |
| 3154               | 3602               | 3652               | 3104 c             | c 3155             | 3603               | 2171               | 3105               | 宝塚線 | 1985年 | 冷房化時       |      |
| 3160               | 3608               | 3553               | 3110 c             | c 3161             | 3609               | 2078               | 3111               | 宝塚線 | 1975年 | 未施工         |      |

### 1997年
1997年10月1日現在。震災復旧後で3022・3109は2代目。
| ← 梅田三宮・宝塚 → | ← 梅田三宮・宝塚 → | ← 梅田三宮・宝塚 → | ← 梅田三宮・宝塚 → | ← 梅田三宮・宝塚 → | ← 梅田三宮・宝塚 → | ← 梅田三宮・宝塚 → | ← 梅田三宮・宝塚 → | 所属   | 備考 |
| Tc                 | M                  | T                  | M'o                | To                 | M                  | T                  | M'c                |        |      |
| 3050               | 3500               | 3550               | 3000 o             | o 3051             | 3529               | 2073               | 3001               | 神戸線 |      |
| 3052               | 3501               | 3551               | 3002 o             | o 3057             | 3518               | 2179               | 3007               | 宝塚線 |      |
| 3056               | 3503               | 2080               | 3006 o             | o 3055             | 3517               | 2055               | 3005               | 神戸線 |      |
| 3062               | 3506               | 3556               | 3012 o             | o 3063             | 3533               | 2175               | 3013               | 宝塚線 |      |
| Tc                 | M                  | T                  | M'o                | To                 | M                  | To                 | M'c                |        |      |
| 3060               | 3505               | 3555               | 3010 o             | o 3061             | 3532               | 2188 o             | 3011               | 宝塚線 |      |
| Tc                 | M                  | To                 | M'c                | Tc                 | M                  | T                  | M'c                |        |      |
| 3064               | 3507               | 2190 o             | 3014 c             | c 3065             | 3508               | 2059               | 3015               | 神戸線 |      |
| Tc                 | M                  | T                  | M'c                | Tc                 | M                  | T                  | M'c                |        |      |
| 3066               | 3509               | 3559               | 3016 c             | c 3067             | 3510               | 2093               | 3017               | 宝塚線 |      |
| 3078               | 3523               | 3558               | 3028 c             | c 3079             | 3524               | 2075               | 3029               | 神戸線 |      |
| Tc                 | M                  | T                  | M'c                | Tc                 | M                  | To                 | M'c                |        |      |
| 3074               | 3519               | 3561               | 3024 c             | c 3075             | 3520               | 2191 o             | 3025               | 神戸線 |      |
| Tc                 | M                  | T                  | M'c                | Tc                 | M                  | To                 | M'c                |        |      |
| 3082               | 3527               | 3560               | 3032 c             | c 3083             | 3528               | o 2077             | 3033               | 神戸線 |      |
| Tc                 | M                  | T                  | M'c                | Tc                 | M                  | T                  | M'c                |        |      |
| 3150               | 3600               | 3650               | 3100 c             | c 3151             | 3611               | 2176               | 3101               | 宝塚線 |      |
| 3152               | 3601               | 3651               | 3102 c             | c 3153             | 3607               | 2178               | 3103               | 宝塚線 |      |

| ← 西宮北口宝塚 → | ← 西宮北口宝塚 → | ← 西宮北口宝塚 → | ← 西宮北口宝塚 → | ← 西宮北口宝塚 → | ← 西宮北口宝塚 → | 所属   | 備考 |
| Tc               | M                | M'c              | Tc               | M                | M'c              |        |      |
| 3054             | 3502             | 3004 c           | c 3053           | 3530             | 3003             | 神戸線 |      |
| Tc               | M                | M'c              | Tc               | M                | M'c              |        |      |
| 3058             | 3504             | 3018 c           | c 3069           | 3512             | 3019             | 神戸線 |      |
| Tc               | M                | M'o              | Tc               | M                | M'c              |        |      |
| 3068             | 3511             | 3008 o           | c 3059           | 3531             | 3009             | 神戸線 |      |
| Tc               | M                | M'               | Tc               | M                | M'c              |        |      |
| 3072             | 3515             | 3022             | c 3073           | 3516             | 3023             | 神戸線 |      |
| Tc               | M                | M'c              | Tc               | M                | M'c              |        |      |
| 3154             | 3602             | 3104 c           | c 3155           | 3603             | 3105             | 神戸線 |      |

| ← 塚口伊丹 → | ← 塚口伊丹 → | ← 塚口伊丹 → | ← 塚口伊丹 → | 所属   | 備考 |
| Tc           | M            | T            | M'c          |        |      |
| 3076         | 3521         | 3557         | 3027         | 神戸線 |      |
| 3077         | 3522         | 2076         | 3026         | 神戸線 |      |
| Tc           | M            | T            | M'c          |        |      |
| 3157         | 3605         | 3554         | 3107         | 宝塚線 |      |
| 3158         | 3606         | 3552         | 3108         | 宝塚線 |      |
| 3160         | 3608         | 3553         | 3110         | 宝塚線 |      |
| Tc           | M            | To           | M'c          |        |      |
| 3159         | 3610         | o 2079       | 3109         | 神戸線 |      |

| ← 甲陽園・今津 | ← 甲陽園・今津 | ← 甲陽園・今津 | 所属   | 備考 |
| Tc             | M              | M'c            |        |      |
| 3070           | 3513           | 3020           | 神戸線 |      |
| 3071           | 3514           | 3021           | 神戸線 |      |
| 3080           | 3525           | 3030           | 神戸線 |      |
| 3081           | 3526           | 3031           | 神戸線 |      |
| Tc             | M              | M'c            |        |      |
| 3161           | 3609           | 3111           | 神戸線 |      |

| ← 梅田 | 備考 |
| T      |      |
| 2088   |      |
| T      |      |
| 3652   |      |

### 2007年
3000系の第1次廃車開始前、2007年4月1日現在の編成を記す。※は行先表示幕未設置車。
後に、3080F,3081Fは箕面線、3157F,3160Fは伊丹線へそれぞれ転属した。
| ← 梅田三宮・宝塚 → | ← 梅田三宮・宝塚 → | ← 梅田三宮・宝塚 → | ← 梅田三宮・宝塚 → | ← 梅田三宮・宝塚 → | ← 梅田三宮・宝塚 → | ← 梅田三宮・宝塚 → | ← 梅田三宮・宝塚 → | 所属   | 廃車                                                       | 転属先      | 備考 |
| Tc                 | M                  | T                  | M'o                | To                 | M                  | T                  | M'c                |        |                                                            |             |      |
| 3050               | 3500               | 2184               | 3000 o             | o 3051             | 3529               | 2085               | 3001               | 宝塚線 | 2011年4月28日（2184・2085) 2014年2月14日(3000・3051・3529) | 今津北→伊丹 |      |
| 3052               | 3501               | 3651               | 3002 o             | o 3057             | 3518               | 2179               | 3007               | 神戸線 | 2012年4月28日 (3002・3057・3518・2179)                     | 伊丹        |      |
| 3054               | 3502               | 3551               | 3004 o             | o 3053             | 3530               | 3652               | 3003               | 神戸線 | 2013年3月28日 (3004・3053・3530・3652)                     | 伊丹        |      |
| 3056               | 3503               | 2080               | 3006 o             | o 3055             | 3517               | 2055               | 3005               | 神戸線 | 2008年3月25日 (2080・2055)                                 | 今津北      |      |
| 3062               | 3506               | 3556               | 3012 o             | o 3063             | 3533               | 2175               | 3013               | 宝塚線 | 2014年2月14日 (3012・3063・3533・2175)                     | 伊丹        |      |
| Tc                 | M                  | T                  | M'o                | To                 | M                  | To                 | M'c                |        |                                                            |             |      |
| 3060               | 3505               | 3555               | 3010 o             | o 3061             | 3532               | 2188 o             | 3011               | 宝塚線 | 2012年11月5日 (3010・3061・3532・2188)                     | 箕面        |      |
| Tc                 | M                  | To                 | M'c                | Tc                 | M                  | To                 | M'c                |        |                                                            |             |      |
| 3064               | 3507               | 2190 o             | 3014 c             | c 3065             | 3508               | o 2090             | 3015               | 宝塚線 | 2014年8月21日                                              | －          |      |
| Tc                 | M                  | T                  | M'c                | Tc                 | M                  | T                  | M'c                |        |                                                            |             |      |
| 3066               | 3509               | 3559               | 3016 c             | c 3067             | 3510               | 2093               | 3017               | 宝塚線 | 2013年7月30日 (3016・3067・3510・2093)                     | 箕面        |      |
| 3078               | 3523               | 3558               | 3028 c             | c 3079             | 3524               | 2075               | 3029               | 神戸線 | 2011年4月28日(2075)                                        | 今津北      |      |
| 3082               | 3527               | 3560               | 3032 c             | c 3083             | 3528               | 3550               | 3033               | 神戸線 | 2011年10月13日 (3560・3550)                                | 今津北      |      |
| Tc                 | M                  | T                  | M'c                | Tc                 | M                  | To                 | M'c                |        |                                                            |             |      |
| 3074               | 3519               | 3561               | 3024 c             | c 3075             | 3520               | 2191 o             | 3025               | 宝塚線 | 2012年4月28日 (3024・3075・3520・2191)                     | 箕面        |      |

| ← 西宮北口宝塚 → | ← 西宮北口宝塚 → | ← 西宮北口宝塚 → | ← 西宮北口宝塚 → | ← 西宮北口宝塚 → | ← 西宮北口宝塚 → | 所属   | 廃車           | 備考 |
| Tc               | M                | M'c              | Tc               | M                | M'c              |        |                |      |
| 3058             | 3504             | 3018 c           | c 3069           | 3512             | 3019             | 神戸線 | 2011年10月13日 | ※    |
| 3070             | 3513             | 3020 c           | c 3071           | 3514             | 3021             | 神戸線 | 2011年4月28日  | ※    |
| 3076             | 3521             | 3026 c           | c 3151           | 3522             | 3027             | 神戸線 | 2014年9月19日  |      |
| Tc               | M                | M'o              | Tc               | M                | M'c              |        |                |      |
| 3068             | 3511             | 3008 o           | c 3059           | 3531             | 3009             | 神戸線 | 2011年4月28日  | ※    |
| Tc               | M                | M'               | Tc               | M                | M'c              |        |                |      |
| 3072             | 3515             | 3022             | c 3073           | 3516             | 3023             | 神戸線 | 2008年3月25日  | ※    |
| Tc               | M                | M'c              | Tc               | M                | M'c              |        |                |      |
| 3152             | 3601             | 3102 c           | c 3153           | 3607             | 3103             | 神戸線 |                |      |
| 3154             | 3602             | 3104 c           | c 3155           | 3603             | 3105             | 神戸線 |                |      |

| ← 塚口伊丹 → | ← 塚口伊丹 → | ← 塚口伊丹 → | ← 塚口伊丹 → | 所属   | 廃車          | 備考 |
| Tc           | M            | T            | M'c          |        |               |      |
| 3080         | 3525         | 3557         | 3030         | 神戸線 | 2013年7月30日 | ※    |
| Tc           | M            | To           | M'c          |        |               |      |
| 3081         | 3526         | 2176 o       | 3031         | 神戸線 | 2012年11月5日 | ※    |
| Tc           | M            | T            | M'c          |        |               |      |
| 3150         | 3600         | 3650         | 3101         | 神戸線 |               |      |
| 3077         | 3611         | 2076         | 3100         | 神戸線 | 2014年3月25日 | ※    |
| 3157         | 3605         | 3554         | 3107         | 宝塚線 | 2012年4月28日 | ※    |
| 3158         | 3606         | 3552         | 3108         | 宝塚線 | 2012年4月28日 | ※    |
| 3160         | 3608         | 3553         | 3110         | 宝塚線 | 2014年3月25日 | ※    |
| Tc           | M            | To           | M'c          |        |               |      |
| 3159         | 3610         | o 2079       | 3109         | 神戸線 | 2013年3月28日 | ※    |

| ← 梅田 | 備考 |
| To     |      |
| 2178 o |      |

### 2016年
第1次廃車完了(行先表示幕未設置車全廃)後、第2次廃車開始前の2016年4月1日現在の編成を記す。3000系は33両、3100系は17両に減少した。
備考欄のLは前照灯をLEDに改造した編成。
| ← 西宮北口宝塚 → | ← 西宮北口宝塚 → | ← 西宮北口宝塚 → | ← 西宮北口宝塚 → | ← 西宮北口宝塚 → | ← 西宮北口宝塚 → | 所属   | 廃車           | 備考 |
| Tc               | M                | M'c              | Tc               | M                | M'c              |        |                |      |
| 3078             | 3523             | 3028 c           | c 3079           | 3524             | 3029             | 神戸線 | 2017年7月6日   |      |
| 3082             | 3527             | 3032 c           | c 3083           | 3528             | 3033             | 神戸線 | 2017年11月16日 |      |
| Tc               | M                | M'o              | To               | M                | M'c              |        |                |      |
| 3056             | 3503             | 3006 o           | o 3055           | 3517             | 3005             | 神戸線 | 2018年5月31日  |      |
| Tc               | M                | M'c              | Tc               | M                | M'c              |        |                |      |
| 3152             | 3601             | 3102 c           | c 3153           | 3607             | 3103             | 神戸線 | 2016年7月1日   |      |
| 3154             | 3602             | 3104 c           | c 3155           | 3603             | 3105             | 神戸線 | 2016年6月9日   |      |

| ← 塚口・石橋伊丹・箕面 → | ← 塚口・石橋伊丹・箕面 → | ← 塚口・石橋伊丹・箕面 → | ← 塚口・石橋伊丹・箕面 → | 所属   | 廃車          | 備考 |
| Tc                       | M                        | T                        | M'c                      |        |               |      |
| 3050                     | 3500                     | 3558                     | 3001                     | 神戸線 | 2018年3月23日 | L    |
| 3052                     | 3501                     | 3651                     | 3007                     | 神戸線 | 2018年9月13日 | L    |
| 3054                     | 3502                     | 3551                     | 3003                     | 神戸線 |               | L    |
| 3060                     | 3505                     | 3555                     | 3011                     | 宝塚線 | 2016年8月12日 |      |
| 3062                     | 3506                     | 3556                     | 3013                     | 神戸線 |               | L    |
| 3066                     | 3509                     | 3559                     | 3017                     | 宝塚線 | 2016年7月22日 | L    |
| 3074                     | 3519                     | 3561                     | 3025                     | 宝塚線 | 2016年7月22日 | L    |
| Tc                       | M                        | T                        | M'c                      |        |               |      |
| 3150                     | 3600                     | 3650                     | 3101                     | 神戸線 | 2016年8月12日 | L    |

### 2019年
箕面線・今津北線から撤退し、3100系が全廃、3000系が伊丹線用4両編成2本のみとなった2019年1月31日時点の編成を記す。このうち3062Fは同年3月に廃車陸送されている。
| ← 塚口伊丹 → | ← 塚口伊丹 → | ← 塚口伊丹 → | ← 塚口伊丹 → | 所属   | 廃車         | 備考 |
| Tc           | M            | T            | M'c          |        |              |      |
| 3054         | 3502         | 3551         | 3003         | 神戸線 |              |      |
| 3062         | 3506         | 3556         | 3013         | 神戸線 | 2019年4月4日 |      |

### 2020年
3000系が伊丹線用4両編成1本のみとなった2019年4月5日時点の編成を記す。2020年6月25日をもって3000系が全廃された。
| ← 塚口伊丹 → | ← 塚口伊丹 → | ← 塚口伊丹 → | ← 塚口伊丹 → | 所属   | 廃車          | 備考 |
| Tc           | M            | T            | M'c          |        |               |      |
| 3054         | 3502         | 3551         | 3003         | 神戸線 | 2020年6月25日 |      |

## 能勢電鉄3100系
阪急で1996年12月に廃車となった3100系の1編成4両は、能勢電鉄に譲渡され同社の3100系となった。
1997年11月1日に運用を開始し、7200系7202Fへの置き換えにより、2021年4月26日朝の平野車庫入庫をもって運用を終了し、同年5月に廃車となった。

### 概要
譲受車は3156Fで、車両番号は阪急時代の3156-3604-3653-3106を改番し、3170-3620-3670-3120として使用されている。形式は妙見口方から3170形 (Tc) -3620形 (M）-3670形 (T) -3120形 (M'c) となっている。
能勢電鉄への導入に際しては、アルナ工機で各種改造が施工された。塗装はクリームに茶色の能勢電標準色に変更、車内は化粧板がグレー系に、座席モケットが青色にそれぞれ変更され、つり革も握り部の形状が円形から三角形のものに交換された。正面デザインも変更され、標識灯を腰部に移設してステンレスの飾り帯を設置したほか、車両番号表示も左窓上に移設するなど、大幅な改造を受けた。ワンマン化改造も行われ、転落防止幌も設置されている。なお、内装デザインに関しては、計画のみで終わった自社発注車（仮称2000系）用に考案されていたものを採用した形となった。

### 導入後の変遷
3100系は1997年9月に竣工し、11月1日に運用を開始した。同年11月16日のダイヤ改正で阪急と直通する特急「日生エクスプレス」の運転が開始され、同時に能勢電鉄車両のワンマン運転が開始されている。
2003年に塗装変更が行われ、阪急と同じマルーンに戻った。2017年8月には前面にスカートが設置された。
1編成のみの存在かつオリジナル要素が強く、予備部品の調達が困難になったことから、1700系よりも先に引退することとなった。
2021年3月22日から4月26日の運用終了まで引退HMが掲出され、4月15日からは側面のドア横に『ありがとう April 2021 3100系』のステッカーも貼り付けられた。
4月18日には川西能勢口駅 - 日生中央駅間での引退記念貸切列車が2往復運転された。

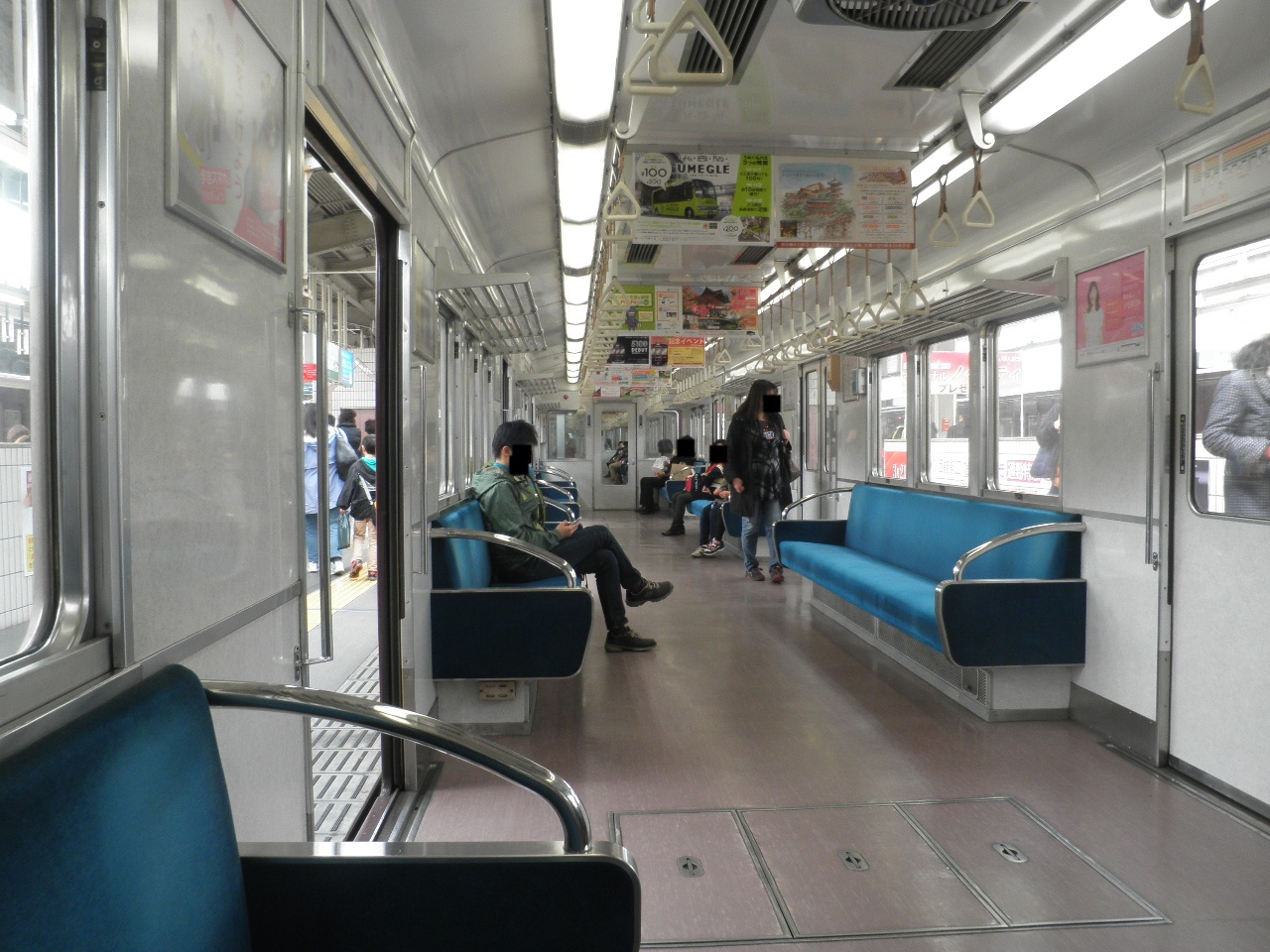
3170Fの車内
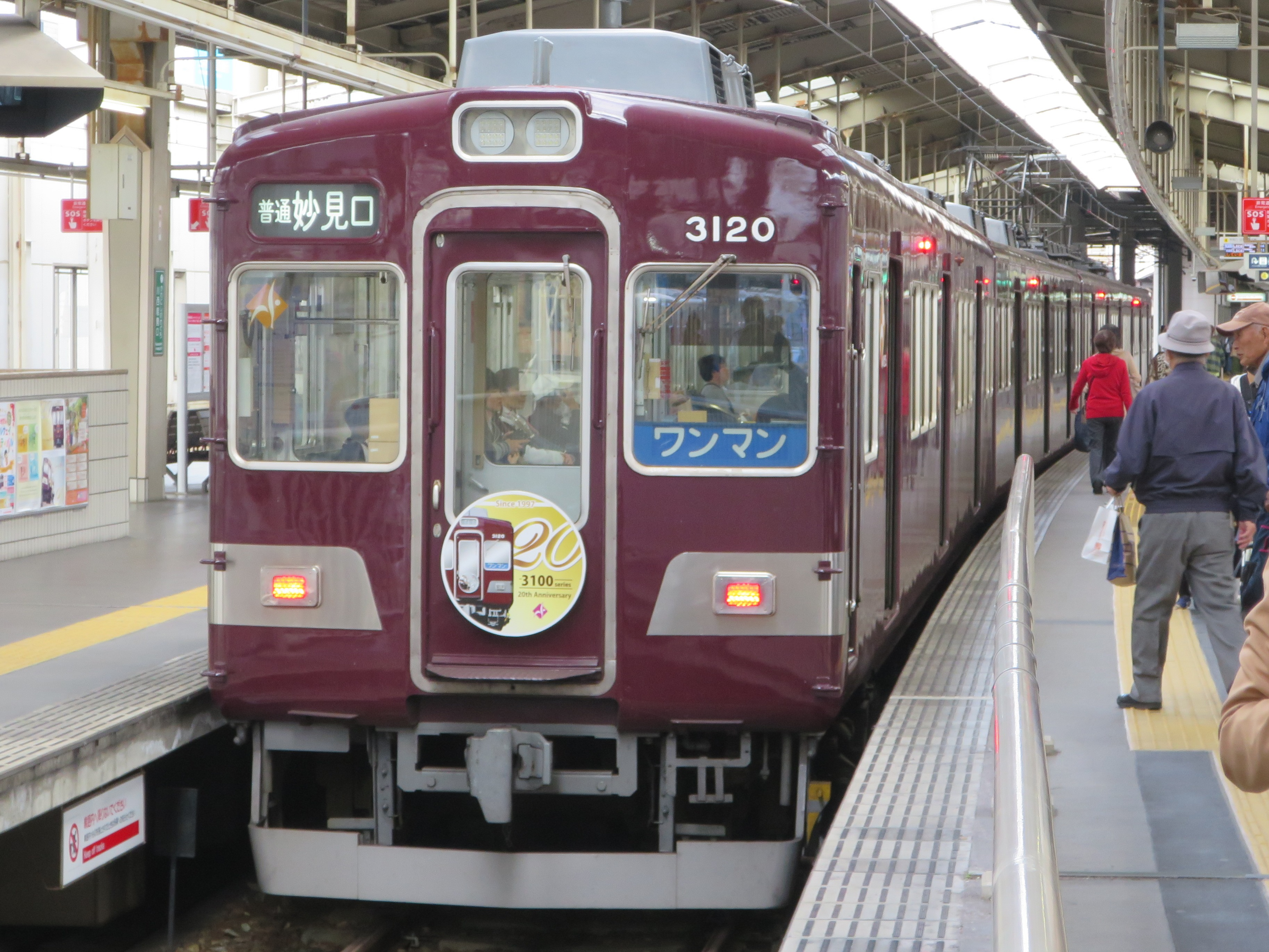
前照灯LED化、スカート設置後の3120（2017年）
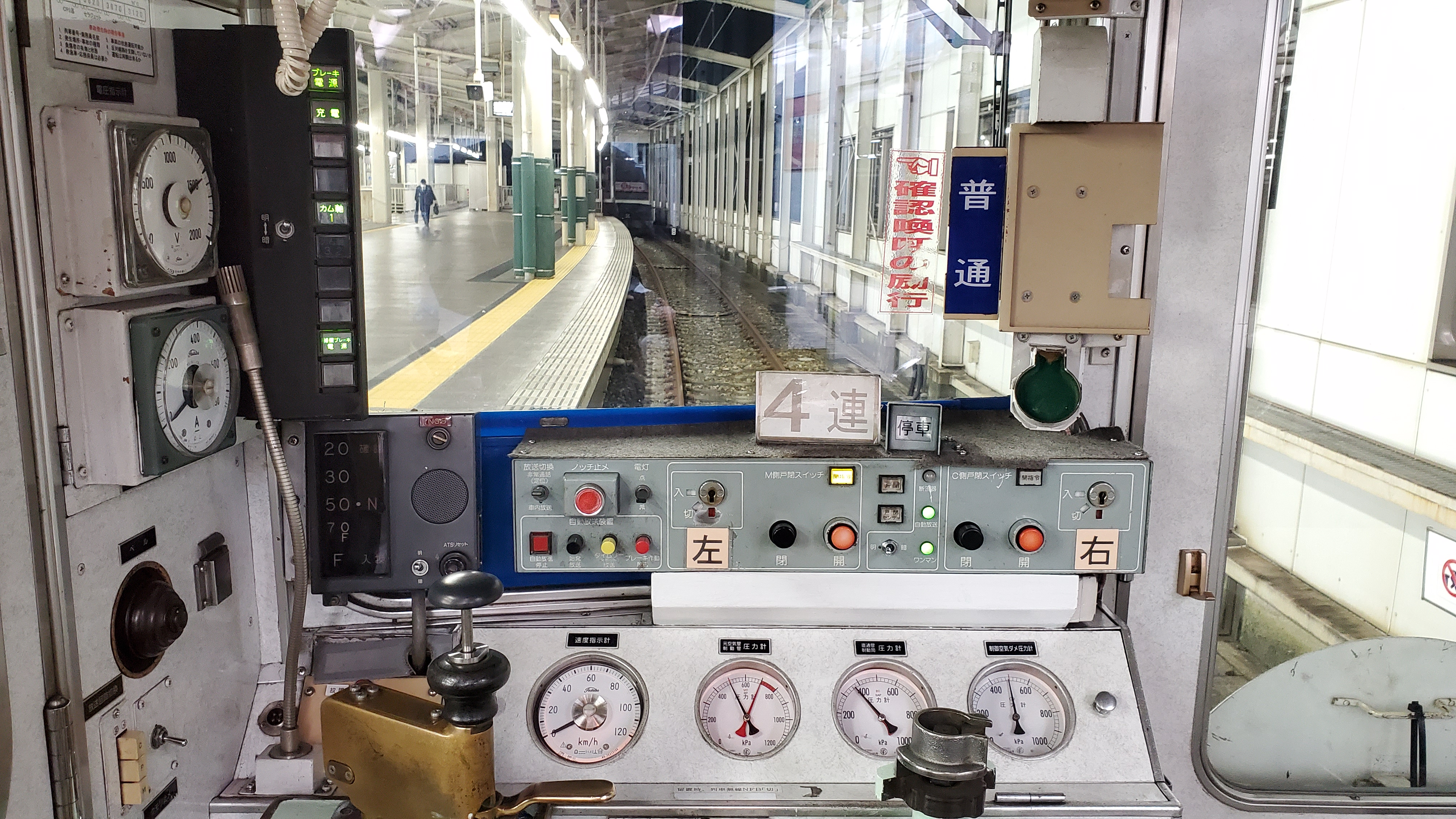
運転台 1500系、1700系と同様のワンマン装置が載っている。
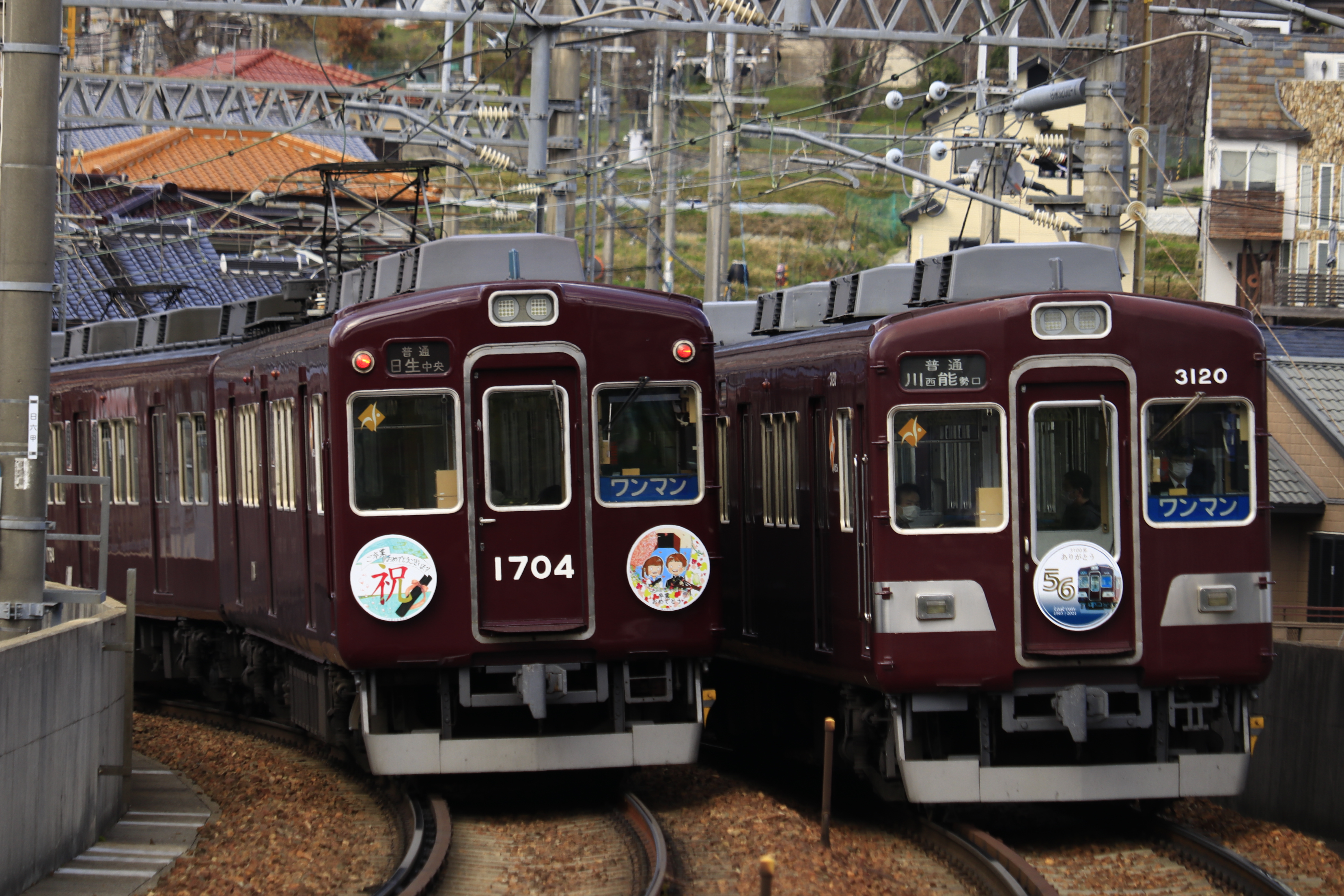
1700系1754F祝電と並ぶ3170F引退HM （2021年3月22日 山下駅）
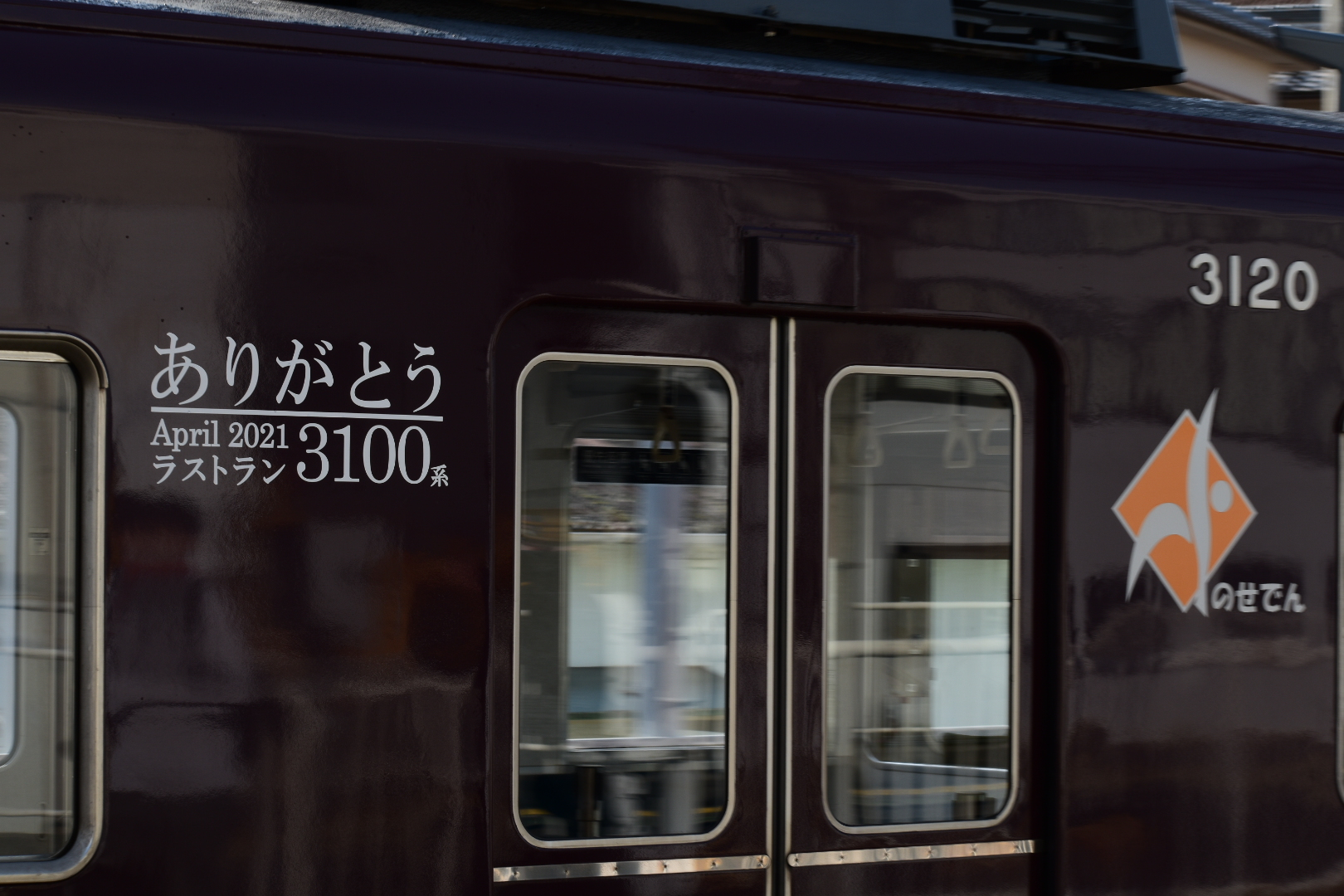
側面に貼られた『ありがとう3100系』ステッカー （2021年4月18日 平野駅 車庫内入換中に撮影）

### 編成表
2014年4月1日現在の編成。括弧内は阪急時代の番号。
| ← 妙見口・日生中央川西能勢口 → |             |             |             |               |
| Tc                             | M           | T           | M'c         | 廃車          |
| 3170 (3156)                    | 3620 (3604) | 3670 (3653) | 3120 (3106) | 2021年5月13日 |